# Vương quốc Macedonia
Macedonia (/ˌmæsɪˈdoʊniə/ ⓘ; tiếng Hy Lạp cổ: Μακεδονία), còn được gọi là Macedon (/ˈmæsɪdɒn/), là một vương quốc cổ đại nằm ở ngoài rìa phía bắc của nền văn minh Hy Lạp Cổ xưa và Hy Lạp Cổ điển, và sau này trở thành quốc gia bá chủ ở Hy Lạp thời kỳ Hy Lạp hóa. Vương quốc được thành lập và ban đầu được cai trị bởi triều đại Argead, tiếp theo sau đó là nhà Antipatros và Antigonos. Vốn là quê nhà của người Macedonia cổ đại, phạm vi vương quốc ban đầu nằm tập trung ở khu vực tây bắc của bán đảo Hy Lạp, có biên giới với Ipiros về phía tây, Paeonia về phía bắc, Thrace về phía đông và Thessaly về phía nam.
Trước thế kỷ thứ 4 TCN, Macedonia là một vương quốc nhỏ nằm bên ngoài khu vực bị thống trị bởi các thành bang hùng mạnh là Athens, Sparta, và Thebes, và lệ thuộc nhà Achaemenes trong một thời gian ngắn. Dưới triều đại của vị vua nhà Argead là Philip II (359–336 TCN), Macedonia chinh phục khu vực đại lục Hy Lạp và Thrace thông qua chinh phạt và ngoại giao. Cùng với một đạo quân được cách tân với nòng cốt là đội hình chiến đấu phalanx sử dụng những ngọn giáo sarissa, Philippos II đã đánh bại các thế lực bá quyền cũ là Athens và Thebes trong Trận Chaeronea vào năm 338 TCN. Người con trai của Philippos II là Alexandros Đại đế, lãnh đạo một liên minh các thành bang Hy Lạp, đã hoàn thành mục tiêu thống trị toàn bộ thế giới Hy Lạp của cha mình khi ông hủy diệt Thebes sau khi thành phố này nổi loạn. Trong chiến dịch chinh phạt tiếp theo sau đó của mình, Alexandros đã lật đổ đế quốc Achaemenes và chinh phục một vùng lãnh thổ kéo dài tới tận sông Ấn. Trong một thời gian ngắn, đế quốc của ông trở thành vương quốc hùng mạnh nhất thế giới – một vương quốc Hy Lạp hóa hoàn toàn, mở đầu sự chuyển tiếp tới một thời kỳ mới của nền Văn minh Hy Lạp cổ đại. Nghệ thuật Hy Lạp và văn học phát triển rực rỡ ở những vùng đất mới bị chinh phục và những tiến bộ trong triết học, kỹ thuật và khoa học được truyền bá tới khắp mọi nơi trong thế giới cổ đại. Đặc biệt quan trọng là những đóng góp của Aristotle, người thầy của Alexandros, các tác phẩm của ông đã trở thành nguyên tắc cơ bản của triết học Phương Tây.
Sau cái chết của Alexandros Đại đế vào năm 323 TCN, kế tiếp là các cuộc chiến tranh Diadochi, đế quốc tồn tại ngắn ngủi của Alexandros bắt đầu phân chia, Macedonia vẫn là một trung tâm chính trị và văn hóa của người Hy Lạp ở khu vực Địa Trung Hải cùng với triều đại Ptolemaios, đế quốc Seleukos và vương quốc Pergamon. Những thành phố quan trọng như Pella, Pydna và Amphipolis đã tham gia vào các cuộc chiến tranh giành quyền lực để kiếm soát vùng lãnh thổ này. Nhiều thành phố mới đã được thành lập chẳng hạn như Thessalonica bởi Kassandros (nó được đặt tên theo tên người vợ của ông ta là Thessalonike của Macedonia). Sự suy yếu của Macedonia bắt đầu với các cuộc chiến tranh Macedonia và sự trỗi dậy của Rome với tư cách là cường quốc số một ở Địa Trung Hải. Khi cuộc chiến tranh Macedonia lần thứ Ba kết thúc vào năm 168 TCN, chế độ quân chủ của Macedonia bị bãi bỏ và được thay thế bằng các chư hầu của La Mã. Một giai đoạn ngắn phục hồi của chế độ quân chủ trong cuộc chiến tranh Macedonia lần thứ Tư vào năm 150–148 TCN kết thúc bằng việc thiết lập tỉnh Macedonia của La Mã.
Các vị vua Macedonia là người nắm giữ quyền lực tuyệt đối và sở hữu mọi tài sản của quốc gia như vàng và bạc, họ đã thúc đẩy các hoạt động khai thác mỏ để đúc tiền trả lương cho quân đội của họ và dưới triều đại của Philippos II là duy trì một hạm đội Macedonia. Không giống như các quốc gia diadochi kế tục, sự thờ cúng hoàng đế được ấp ủ bởi Alexandros chưa bao giờ được chấp nhận ở Macedonia, tuy nhiên các vị vua Macedonia vẫn đảm nhận vai trò như là các tư tế tối cao của vương quốc và là người bảo trợ hàng đầu cho các giáo phái trong nước và ngoại quốc thuộc về tôn giáo thời kỳ Hy Lạp hóa. Quyền lực của các vị vua Macedonia trên lý thuyết được giới hạn bởi thể chế của quân đội, trong khi đó một vài cộng đồng nằm bên trong khối thịnh vượng chung Macedonia đã có được một quyền tự trị ở mức độ cao và thậm chí là có các chính quyền dân chủ với hội đồng nhân dân.

## Tên gọi
Tên gọi Macedonia (tiếng Hy Lạp: Μακεδονία, Makedonía) xuất phát từ tên dân tộc Μακεδόνες (Makedónes), mà bản thân nó lại có nguồn gốc từ tính từ μακεδνός (makednós) trong tiếng Hy Lạp cổ đại, nghĩa là "cao", có thể dùng để mô tả dân tộc này. Nó có cùng gốc như tính từ μακρός (makros), nghĩa là "dài" hoặc "cao" trong tiếng Hy Lạp cổ đại. Tên gọi này ban đầu được cho là có nghĩa hoặc là "người vùng cao nguyên", "người cao", hoặc "người to cao". Nhà ngôn ngữ học Robert S. P. Beekes tuyên bố rằng cả hai thuật ngữ trên đều có gốc gác từ ngôn ngữ Tiền Hy Lạp nào đó và không giải thích được cả khi nhìn nhận hình thái học ngôn ngữ Ấn-Âu, song De Decker cho rằng lập luận này còn thiếu sót.

## Lịch sử

### Thời kì đầu

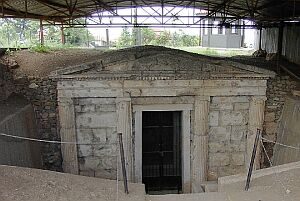
Lối vào một trong những ngôi mộ hoàng gia ở Vergina, một Di sản thế giới của UNESCO

Các sử gia Hy Lạp cổ đại Herodotos và Thucydides thuật lại truyền thuyết rằng các vị vua Macedonia thuộc triều đại Argead là hậu duệ của Temenos, vua của Argos, và do đó có thể tuyên bố rằng Heracles là 
một trong những vị tổ tiên của họ cũng như là một hậu duệ trực tiếp từ Zeus, vị thần đứng đầu hệ thống các vị thần của người Hy Lạp. Các truyền thuyết mâu thuẫn thì lại nói rằng Perdiccas I của Macedonia hoặc Karanos của Macedonia mới là người đã sáng lập nên triều đại Argead, cùng với đó là 5 hoặc 8 vị vua trước thời Amyntas I. Các giám khảo Hellanodikai của Thế vận hội Olympic cổ đại đã cho phép Alexandros I của Macedonia tham gia vào các cuộc tranh tài sau khi ông ta khẳng định rằng nhà Argead có nguồn gốc từ Temenos. Ít điều được biết đến về vương quốc trước triều đại của cha Alexandros I là Amyntas I của Macedon trong thời kỳ Cổ xưa.
Vương quốc Macedonia nằm dọc theo sông Haliacmon và Axius ở Hạ Macedonia, phía bắc của núi Olympus. Sử gia Robert Malcolm Errington cho rằng một trong số những vị vua nhà Argead đầu tiên đã chọn Aigai (ngày nay là Vergina) làm kinh đô của họ vào giữa thế kỷ thứ 7 TCN. Trước thế kỷ thứ 4 TCN, vương quốc này bao phủ một khu vực tương ứng với phần phía Tây và miền trung của vùng đất Macedonia thuộc Hy Lạp ngày nay. Nó dần dần mở rộng sang khu vực Thượng Macedonia vốn là nơi sinh sống của những bộ lạc Hy Lạp là người Lyncestae và Elimiotae và đến các vùng đất Emathia, Eordaia, Bottiaea, Mygdonia, Crestonia, và Almopia, vốn được định cư bởi nhiều bộ lạc khác nhau như là người Thrace và Phrygia. Những người hàng xóm không phải người Hy Lạp của người Macedonia bao gồm người Thrace sinh sống ở những vùng đất phía đông bắc, người Illyri ở phía Tây Bắc, và người Paeonia ở phía bắc, trong khi vùng đất Thessaly ở phía Nam và Ipiros ở phía Tây được định cư bởi người Hy Lạp với những nét tương đồng về văn hóa với của người Macedonia.

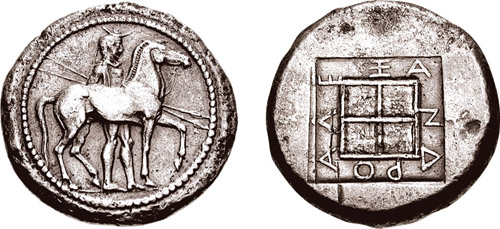
Một đồng octadrachm bằng bạc thuộc về Alexandros I của Macedonia (trị vì từ 498-454 TCN), đúc vào k. 465–460 TCN, nó khắc họa hình ảnh một Kỵ sĩ mặc một chlamys (áo choàng ngắn) và petasos (mũ đội đầu) trong khi đang giữ hai ngọn giáo và dắt một con ngựa

Một năm sau khi Darius I của Ba Tư (522-486 TCN) phát động một cuộc xâm lược vào châu Âu nhằm chống lại người Scythia, người Paeonia, người Thrace, và một vài thành bang Hy Lạp ở khu vực Balkan, vị tướng người Ba Tư Megabazus đã sử dụng ngoại giao để thuyết phục Amyntas I quy phục như là một chư hầu của đế quốc Achaemenes, điều này mở ra thời kỳ Macedonia thuộc Achaemenes. Bá quyền của nhà Achaemenes đối với Macedonia đã bị gián đoạn trong một thời gian ngắn bởi cuộc nổi dậy của người Ionia (499–493 TCN), dẫu vậy vị tướng Ba Tư Mardonius đã đưa nó quay trở lại nằm dưới quyền bá chủ của nhà Achaemenes.
Mặc dù Macedonia được hưởng một mức độ tự trị rộng rãi và chưa bao giờ bị biến trở thành một satrap (tức một tỉnh) của đế quốc Achaemenes, nó được cho là đã cung cấp binh lính cho quân đội nhà Achaemenes. Alexandros I đã hỗ trợ về mặt quân sự cho Xerxes I (486-465 TCN) trong cuộc xâm lược Hy Lạp lần thứ hai của người Ba Tư vào năm 480–479 TCN, và những binh sĩ người Macedonia đã chiến đấu ở bên phía người Ba Tư tại Trận Platea vào năm 479 TCN. Sau chiến thắng của người Hy Lạp tại Salamis vào năm 480 TCN, Alexandros I đã đóng vai trò là một đại sứ của nhà Achaemenes để đề xuất một hiệp ước hòa bình và liên minh với người Athens, tuy nhiên đề nghị này đã bị từ chối. Ngay sau đó, quân đội của nhà Achaemenes đã buộc phải triệt thoái khỏi khu vực lục địa châu Âu, điều này đánh dấu sự chấm dứt quyền kiểm soát của người Ba Tư đối với Macedonia.

### Sự dính líu với văn minh Hy Lạp

Macedonia (cam) trong cuộc Chiến tranh Peloponnisos vào khoảng năm 431 TCN, với Athens và liên minh Delos (vàng), Sparta và liên minh Peloponnisos (đỏ), các quốc gia độc lập (xanh), và đế quốc Achaemenes của Ba Tư (tím)

Mặc dù ban đầu là một chư hầu của Ba Tư, Alexandros I của Macedonia đã xây dựng những mối quan hệ ngoại giao thân thiện với các kẻ thù Hy Lạp trước đây của ông, người Athen và Sparta-những thế lực lãnh đạo liên minh các thành bang Hy Lạp. Người kế vị của ông ta, vua Perdiccas II (454-413 TCN) đã lãnh đạo người Macedonia tham gia vào bốn cuộc chiến tranh khác nhau chống lại Athens, thành bang lãnh đạo liên minh Delos, cùng lúc đó vị vua người Thrace Sitalces của vương quốc Odrysia lại tiến hành các cuộc xâm lược đe dọa sự toàn vẹn lãnh thổ của Macedonia ở phía đông bắc. Chính trị gia người Athen, Pericles đã thúc đẩy quá trình thuộc địa hóa khu vực sông Strymon gần vương quốc Macedonia, tại đây thành phố thuộc địa Amphipolis đã được thành lập vào năm 437/436 TCN để nó có thể cung cấp cho Athens một nguồn cung vàng và bạc ổn định cũng như là gỗ và dầu hắc ín để cung cấp cho hải quân Athen. Ban đầu Perdiccas II đã không có bất cứ hành động nào và có thể đã chào đón người Athen, vì người Thrace là kẻ thù chung của họ. Điều này đã thay đổi khi người Athen thiết lập liên minh với một người em trai và em họ của Perdiccas II, những người đã nổi loạn chống lại ông. Do đó, hai cuộc chiến tranh riêng biệt chống lại người Athens đã nổ ra trong khoảng thời gian từ năm 433 tới năm 431 TCN. Vị vua Macedonia trả đũa bằng cách kích động cuộc nổi loạn của các đồng minh Athens ở Chalcidice và tiếp sau đó giành được sự ủng hộ từ thành phố có vị trí chiến lược là Potidaea. Sau khi chiếm được các thành phố của người Macedonia là Therma và Beroea, Athens vây hãm Potidaea nhưng thất bại trong việc chiếm nó; Therma đã được trao trả lại cho Macedonia và phần lớn khu vực Chalcidice trở về tay của người Athens trong một hiệp ước hòa bình được trung gian bởi Sitalces, ông ta đã trợ giúp về quân sự cho người Athens đổi lại là có được các đồng minh Thrace mới.
Perdiccas II đã đứng về phía Sparta trong cuộc chiến tranh Peloponnisos (431–404 TCN) giữa Athens và Sparta, vào năm 429 TCN Athens đã trả đũa ông bằng cách thuyết phục Sitalces xâm lược Macedonia, thế nhưng ông ta đã phải rút lui do không có đủ quân lương vào mùa đông. Vào năm 424 TCN, Arrhabaeos, một vị vua địa phương ở Lynkestis thuộc Thượng Macedonia, đã nổi loạn chống lại Perdiccas, và người Sparta đã đồng ý giúp đỡ ông để dập tắt cuộc nổi loạn. Tại Trận Lyncestis người Macedonia đã hoảng sợ và bỏ chạy trước khi cuộc chiến bắt đầu, khiến cho vị tướng Sparta là Brasidas nổi giận, binh sĩ của ông ta đã cướp bóc đoàn xe chở quân nhu vô chủ của người Macedonia. Perdiccas sau đó đổi phe và ủng hộ người Athens, và ông đã thành công trong việc dẹp tan cuộc nổi loạn của Arrhabaeos.

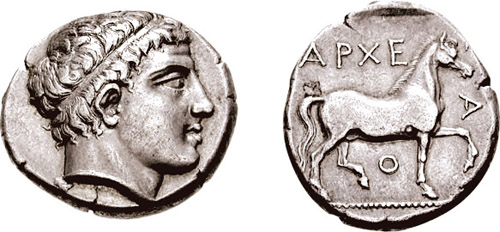
Một đồng Drachma của Macedonia được đúc dưới triều đại của Archelaos I của Macedonia (413-399 TCN)

Brasidas qua đời vào năm 422 TCN, cùng năm này Athens và Sparta đã đạt được một hiệp ước, hiệp ước Hòa bình của Nicias, nó đã giải thoát Macedonia khỏi giao ước là một đồng minh của Athen. Sau trận Mantinea vào năm 418 TCN, những người Sparta chiến thắng đã thiết lập một liên minh với Argos, Perdiccas II đã nhiệt tình tham gia vào liên minh quân sự này vì mối đe dọa của các đồng minh Sparta còn lại ở Chalcidice. Khi Argos đột nhiên đổi phe với tư cách là một nền dân chủ thân Athen, hạm đội Athen đã có thể thiết lập một cuộc phong tỏa chống lại các hải cảng của Macedonia và xâm lược Chalcidice vào năm 417 TCN. Perdiccas II đã cầu hòa vào năm 414 TCN và thiết lập một liên minh với Athens, con trai và cũng là người kế vị của ông là Archelaos I (413-399 TCN) đã tiếp tục đường lối này. Athens sau đó đã hỗ trợ về mặt hải quân cho Archelaos I trong cuộc vây hãm Pydna của người Macedonia vào năm 410 TCN, đổi lại cho điều này đó là nguồn gỗ và các trang bị cho hải quân của Athens.
Dẫu cho Archelaos I đã phải đối mặt với một số cuộc nổi loạn và phải chống lại một cuộc xâm lược của người Illyri dưới sự lãnh đạo bởi Sirras của Lynkestis, ông ta đã có thể mở rộng ảnh hưởng của Macedonia tới Thessaly bằng việc gửi hỗ trợ về mặt quân sự cho các đồng minh của mình. Mặc dù ông vẫn giữ lại Aigai như là một trung tâm về tôn giáo và nghi lễ, Archelaos I đã dời kinh đô của vương quốc về Pella, vào thời điểm đó nó được xác định vị trí bởi một hồ nước và một con sông nối với biển Aegea. Ông đã nâng cao chất lượng đồng tiền của Macedonia bằng cách đúc những đồng tiền xu với một hàm lượng bạc cao hơn cũng như ban hành loại tiền xu bằng đồng riêng biệt. Triều đình hoàng gia của ông đã thu hút sự có mặt của những học giả nổi tiếng như là nhà soạn kịch người Athen Euripides. Khi Archelaos I bị ám sát, vương quốc của ông rơi vào sự hỗn loạn kéo dài từ năm 399 tới năm 393 TCN và gồm triều đại của bốn vị vua khác nhau: Orestes, con trai của Archelaos I; Aeropos II,người chú, nhiếp chính, và cũng là người đã sát hại Orestes; Pausanias, con trai của Aeropos II; và Amyntas II, ông ta đã cưới người con gái út của Archelaos I. Chúng ta biết rất ít về thời kỳ hỗn loạn này; nó kết thúc khi Amyntas III (393-370 TCN), con trai của Arrhidaeos và cháu nội của Amyntas I, giết chết Pausanias và giành lấy ngai vàng của Macedonia.

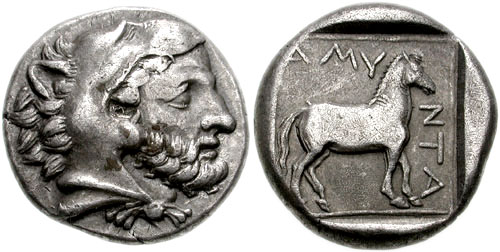
Một đồng stater bạc thuộc về Amyntas III của Macedon (393-370 TCN)

Amyntas III đã buộc phải bỏ chạy khỏi vương quốc của mình vào năm 393 hoặc 383 TCN (dựa theo các nguồn khác nhau) do một cuộc xâm lược ồ ạt của bộ tộc Dardani người Illyria dưới sự lãnh đạo của Bardylis. Một người tiếm vị tên là Argaeos đã cai trị khi ông vắng mặt, nhưng cuối cùng Amyntas III đã quay trở về vương quốc của mình với sự trợ giúp từ các đồng minh Thessaly Amyntas III cũng suýt chút nữa bị lật đổ bởi quân đội của thành phố Olynthos ở Chalcidice nhưng với sự trợ giúp từ Teleutias, em trai của vị vua Sparta Agesilaos II, người Macedonia đã buộc Olynthos phải đầu hàng và giải tán liên minh Chalcidice của họ vào năm 379 TCN.
Alexandros II (370-368 TCN), con trai của Eurydice I và Amyntas III, đã kế vị cha của mình và ngay lập tức xâm lược Thessaly để gây chiến chống lại tagos (lãnh đạo quân sự tối cao của người Thessaly) Alexandros của Pherae, ông đã chiếm được thành phố Larissa. Người Thessaly không muốn cả Alexandros II lẫn Alexandros của Pherae cai trị họ và đã kêu gọi sự trợ giúp từ Pelopidas của Thebes; ông ta đã thành công trong việc chiếm lại Larissa và tiếp nhận các con tin thuộc tầng lớp quý tộc bao gồm người em trai của Alexandros II và cũng là vị vua tương lai Philippos II (359–336 TCN) theo hiệp định hòa bình được thu xếp với Macedonia. Alexandros sau đó bị người em rể Ptolemaios của Aloros ám sát, ông ta đã giữ vai trò như là một nhiếp chính độc đoán cho Perdiccas III (368-359 TCN), em trai của Alexandros II, tuy nhiên Perdicass III cuối cùng đã xử tử Ptolemaios khi đạt đến tuổi trưởng thành vào năm 365 TCN. Khoảng thời gian còn lại của triều đại Perdiccas III cho thấy một sự ổn định về chính trị và sự hồi phục về kinh tế. Tuy nhiên, một cuộc xâm lược của người Athen dưới sự lãnh đạo của Timotheos, con trai của Conon đã thành công trong việc chiếm được Methone và Pydna, một cuộc xâm lược khác của người Illyri dưới sự lãnh đạo của Bardylis đã khiến cho Perdiccas III cùng với 4,000 binh sĩ Macedonia tử trận.

### Sự trỗi dậy của Macedonia

Bản đồ của vương quốc Macedonia tại thời điểm Philippos II qua đời vào năm 336 TCN (xanh nhạt), với lãnh thổ ban đầu tồn tại từ năm 431 TCN (đường màu đỏ) và các quốc gia phụ thuộc (vàng).

Philippos II lên ngôi vua khi ông mới 24 tuổi vào năm 359 TCN. Bằng tài ngoại giao khéo léo, ông đã có thể thuyết phục người Thraci dưới sự cai trị của Berisades ngừng ủng hộ cho Pausanias, một người tranh giành ngai vàng, và đối với người Athen là ngừng sự ủng hộ cho một người tiếm vị khác. Ông đã thực hiện được những việc này bằng cách hối lộ người Thraci và đồng minh người Paeonia của họ và thiết lập một hiệp ước với Athens mà trong đó từ bỏ yêu sách của ông đối với Amphipolis. Ông cũng đã có thể giảng hòa với người Illyri mà đã đe dọa biên giới của ông.
Philippos II đã dành hoàn toàn những năm đầu tiên của mình để thay đổi quân đội Macedonia. Một sự cải cách về tổ chức, trang bị, huấn luyện của nó, bao gồm cả việc giới thiệu đội hình phalanx Macedonia được trang bị với những cây giáo dài (tức là sarissa), nó đã chứng tỏ sự thành công ngay lập tức khi được thử nghiệm chống lại các kẻ thù người Illyri và Paeonia của ông. Những ghi chép lẫn lộn trong các nguồn cổ đại đã dẫn tới việc các học giả ngày nay tranh cãi về việc những vị tiên vương của Philippos II đã đóng góp đáng kể như thế nào cho những cải cách này và sự phát triển của những ý tưởng của ông đã chịu sự ảnh hưởng từ những năm tháng tuổi trẻ khi đang bị giam cầm ở Thebes như là một con tin chính trị trong thời kỳ quyền bá chủ của Thebes, đặc biệt là sau cuộc gặp với vị tướng Epaminondas.
Người Macedonia theo chế độ một vợ một chồng theo truyền thống giống như những người Hy Lạp khác, thế nhưng Philippos II lại thực hiện chế độ đa thê và cưới 7 người vợ với chỉ duy nhất một người không có liên quan tới sự trung thành của các quý tộc thần dân của ông hoặc là các đồng minh mới. Cuộc hôn nhân đầu tiên của ông là với Phila của Elimeia thuộc tầng lớp quý tộc ở Thượng Macedonia cũng như là công chúa người Illyria Audata để đảm bảo một liên minh hôn nhân. Để thiết lập liên minh với Larissa ở Thessaly, ông đã kết hôn với một nữ quý tộc người Thessaly tên là Philinna vào năm 358 TCN, bà đã sinh cho ông một người con trai là Philippos III Arrhidaeos (323-317 TCN). Vào năm 357 TCN, ông đã kết hôn với Olympias để đảm bảo một liên minh với Arybbas, Vua của Ipiros và người Molossoi. Cuộc hôn nhân này sẽ sinh ra một người con trai và sẽ cai trị với tên gọi là Alexandros III (được biết đến nhiều hơn với tên gọi là Alexandros Đại đế), ông ta tuyên bố là hậu duệ của Achilles huyền thoại thông qua huyết thống triều đại của mình từ Ipiros. Chúng ta không rõ liệu rằng các vị vua của nhà Achaemenes Ba Tư có ảnh hưởng đến việc thực hiện chế độ đa thê của Philippos II hay không, mặc dù vậy vị tiên vương Amyntas III của ông đã có ba người con trai với một người vợ hai có thể tên là Gygaea: Archelauos, Arrhidaeos, và Menelaos. Philippos II đã xử tử Archelaos vào năm 359 TCN, trong khi hai người em cùng cha khác mẹ với Philippos II bỏ chạy tới Olynthos, điều này sẽ đóng vai trò như là một casus belli cho cuộc chiến tranh Olynthos (349–348 TCN) chống lại liên minh Chalcidice của ông ta.
Trong khi Athens đang bận rộn với cuộc Chiến tranh Đồng Minh (357–355 TCN), Philippos II đã tái chiếm lại Amphipolis từ tay họ vào năm 357 TCN và trong năm tiếp theo là Pydna và Potidaea, thành phố này đã được ông trao lại cho liên minh Chalcidice như đã hứa trong một hiệp ước. Vào năm 356 TCN, ông đã chiếm Crenides, tái thành lập nó lại với tên gọi là Philippi, trong khi vị tướng Parmenion của ông đánh bại vị vua Illyria tên là Grabos của người Grabaei. Trong cuộc vây hãm Methone vào năm 355–354 TCN, Philippos II mất mắt phải của mình từ một vết thương do tên bắn, nhưng ông đã thành công trong việc chiếm thành phố và đối xử với cư dân của nó một cách thân mật, không giống với người Potidaea đã bị bắt làm nô lệ.
Philippos II và Macedonia sau đó đã tham gia vào Cuộc chiến tranh Thần Thánh (356–346 TCN). Nó bắt đầu khi Phocis chiếm giữ và cướp phá ngôi đền thờ Apollo tại Delphi thay vì nộp các khoản tiền phạt phải trả, điều này khiến cho Đại nghị liên minh tuyên chiến với Phocis và một cuộc nội chiến đã nổ ra giữa các thành viên của liên minh Thessaly hoặc là đứng về phía Phocis hoặc Thebes. Chiến dịch ban đầu của Philippos II là chống lại Pherae ở Thessaly vào năm 353 TCN theo lời yêu cầu của Larissa đã kết thúc bằng hai thất bại tai hại trước vị tướng người Phocis là Onomarchos. Philippos II sau đó đánh bại Onomarchos vào năm 352 TCN tại Trận cánh đồng Crocus, điều này đã dẫn đến việc Philippos II được bầu làm nhà lãnh đạo (archon) của liên minh Thessaly và cho phép ông có được một ghế trong hội đồng Đại nghị liên minh cùng với đó là một hôn nhân liên minh với Pherae thông qua việc cưới Nicesipolis, cháu gái vị bạo chúa Jason của Pherae.
Philippos II đã sớm dính dáng tới đế quốc Achaemenes, đặc biệt là bằng việc trợ giúp các phó vương và lính đánh thuê nổi dậy chống lại chính quyền trung ương của vị vua nhà Achaemenes. Vị phó vương của Hellespontine Phrygia là Artabazos II, người tham gia vào cuộc nổi loạn chống lại Artaxerxes III, đã có thể ẩn náu như là một người bị lưu đày tại triều đình Macedonia từ năm 352 tới năm 342 TCN. Đi cùng với ông ta là gia đình và vị tướng đánh thuê Memnon của Rhodes. Barsine, con gái của Artabazos, và là người vợ tương lai của Alexandros Đại đế đã lớn lên tại triều đình Macedonia.
Sau chiến dịch chống lại vị vua người Thrace Cersobleptes, vào năm 349 TCN, Philippos II đã bắt đầu cuộc chiến tranh chống lại liên minh Chalcidice, nó đã được tái lập vào năm 375 TCN sau một thời gian bị giải tán. Bất chấp sự can thiệp của người Athen dưới quyền Charidemos, Olynthos đã bị Philippos II chiếm vào năm 348 TCN, và cư dân của nó đã bị bán làm nô lệ, bao gồm cả một số công dân Athen. Người Athen, đặc biệt là bằng một loạt bài diễn văn của Demosthenes mà được biết đến với tên gọi là Olynthiacs, đã không thành công trong việc thuyết phục các đồng minh của họ phản công và vào năm 346 TCN, họ đã ký kết một hiệp ước hòa bình với Macedonia được biết đến với tên gọi Hòa ước của Philocrates. Hiệp ước này quy định rằng Athens sẽ từ bỏ yêu sách đối với các vùng lãnh thổ ven biển của Macedonia, khu vực Chalcidice, và Amphipolis đổi lại bằng việc giải phóng những người Athen bị bắt làm nô lệ cũng như đảm bảo rằng Philippos II sẽ không tấn công các khu định cư của người Athen ở khu vực Thracian Chersonese. Trong khi đó, Phocis và Thermopylae đã bị quân đội Macedonia chiếm đóng, và những người đã cướp bóc ngôi đền Delphi bị xử tử, Philippos II đã được trao tặng hai ghế của người Phocis trong hội đồng Đại Nghị liên minh và vị trí người chủ trì toàn bộ thế vận hội Pythia. Athens ban đầu phản đối quyền thành viên của ông trong hội đồng và từ chối tham dự thế vận hội để phản đối, nhưng cuối cùng họ đã chấp nhận những điều này, có lẽ sau sự thuyết phục đáng kể của Demosthenes trong bài diễn thuyết Về Hòa bình của ông ta.
Trong vài năm tiếp theo, Philippos II đã bận rộn với việc tổ chức lại hệ thống chính quyền ở Thessaly, ông còn tiến hành chiến dịch chống lại vị vua người Illyri là Pleuratos I và lật đổ Arybbas ở Ipiros để thay thế bằng người em vợ là Alexandros I (thông qua cuộc hôn nhân của Philippos II với Olympias), ông cũng đã đánh bại Cersebleptes ở Thrace. Điều này cho phép ông mở rộng quyền kiểm soát của người Macedonia đối với Hellespont nhằm phục vụ cho dự định sẽ mở một cuộc xâm lược vào khu vực Anatolia của nhà Achaemenes sau này. Vào năm 342 TCN, Philippos II đã chinh phục một thành phố Thrace ở khu vực ngày nay là Bulgaria và đổi tên nó là Philippopolis (ngày nay là Plovdiv). Chiến tranh đã nổ ra với Athens vào năm 340 TCN trong lúc Philippos II đang tham gia vào hai cuộc vây hãm không thành công cuối cùng đối với Perinthus và Byzantion, tiếp theo sau đó là một chiến dịch thành công chống lại người Scythia dọc theo sông Danube và sự tham gia của Macedonia vào cuộc Chiến tranh Thần Thánh lần thứ Tư chống lại Amphissa vào năm 339 TCN. Thebes đã đánh đuổi một đơn vị đồn trú người Macedonia khỏi Nicaea (gần Thermopylae), điều này dã dẫn đến việc Thebes liên kết với Athens, Megara, Corinth, Achaea, và Euboea trong một cuộc chạm trán cuối cùng chống lại Macedonia tại Trận Chaeronea vào năm 338 TCN. Sau chiến thắng của người Macedonia tại đó, Philippos II đã thiết lập một chế độ đầu xỏ ở Thebes, nhưng vẫn khoan dung đối với Athens, với hy vọng sử dụng hải quân của họ trong một kế hoạch xâm lược nhằm vào đế quốc Achaemenes. Sau đó ông chịu trách nhiệm chính cho việc thành lập liên minh Corinth mà bao gồm các thành bang Hy Lạp chủ chốt ngoại trừ Sparta. Bất chấp việc vương quốc Macedonia không có mặt chính thức trong liên minh này, vào năm 337 TCN, Philippos II đã được bầu làm nhà lãnh đạo (hegemon) hội đồng của nó (synedrion) và tổng tư lệnh (strategos autokrator) của chiến dịch sắp tới nhằm xâm lược đế quốc Achaemenes. Kế hoạch của Philippos là để trừng phạt người Ba Tư vì sự đau khổ gây ra cho người Hy Lạp và để giải phóng các thành bang Hy Lạp ở Tiểu Á cũng có thể là nỗi sợ hãi của toàn Hy Lạp về một cuộc xâm lược Hy Lạp khác của người Ba Tư, đã góp phần vào quyết định xâm lược đế quốc Achaemenes của ông. Người Ba Tư đã trợ giúp cho Perinthus và Byzantion vào năm 341–340 TCN, chiến lược của Macedonia nêu rõ là cần chiếm được Thrace và khu vực biển Aegea chống lại sự xâm lấn ngày càng tăng của nhà Achaemenes, khi mà vị vua Ba Tư Artaxerxes III tiến hành củng cố thêm sự kiểm soát của mình đối với các tổng trấn ở miền Tây Anatolia. Khu vực này, mang tới sự giàu có và nhiều nguồn tài nguyên giá trị hơn khu vực Balkans, nó cũng được vị vua của Macedonia khao khát vì tiềm năng kinh tế vô hạn của mình.
Khi Philippos II cưới Cleopatra Eurydice, cháu gái của vị tướng Attalos, và nói về việc sinh ra những người kế vị tiềm năng mới tại bữa tiệc cưới, điều này đã khiến cho người con trai của Philippos II là Alexandros, một người từng tham gia trận Chaeronea, và mẹ của ông ta là Olympias nổi giận. Họ đã cùng bỏ về Ipiros trước khi Alexandros được triệu về Pella bởi Philippos II. Khi Philippos II sắp xếp một cuộc hôn nhân giữa người con trai của ông là Arrhidaeos với Ada của Caria, con gái của Pixodaros, vị tổng trấn Ba Tư của Caria, Alexandros đã can thiệp và thay vào đó ông đề nghị cưới Ada cho mình. Philippos II sau đó đã hủy bỏ hoàn toàn đám cưới và lưu đày các cố vấn của Alexandros là Ptolemaios, Nearchos, và Harpalos. Để hòa giải với Olympias, Philippos II đã gả con gái của họ là Cleopatra cho người em trai của Olympias (và là chú của Cleopatra) là Alexandros I của Ipiros, nhưng Philippos II đã bị người cận vệ của mình là Pausanias của Orestis ám sát ngay trong bữa tiệc đám cưới của họ và Alexandros đã kế vị ông vào năm 336 TCN.

### Đế quốc

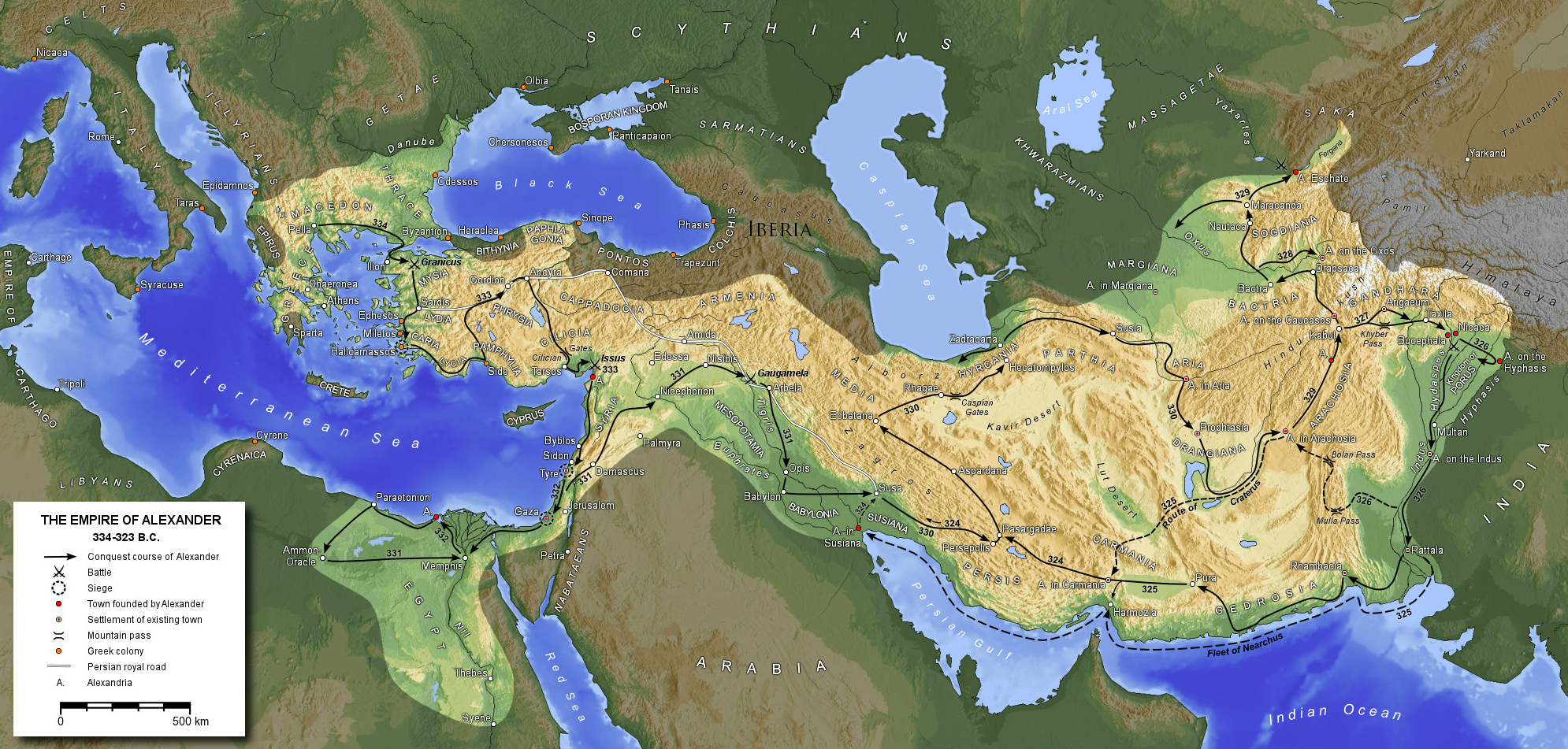
Đế quốc của Alexandros và lộ trình của ông

Các học giả ngày nay đã tranh luận về vai trò có thể của Alexandros III "Đại đế" và người mẹ của ông là Olympias trong vụ ám sát Philippos II, lưu ý từ lựa chọn của Philippos trong việc loại bỏ Alexandros khỏi kế hoạch xâm chiếm châu Á của ông ta, thay vào đó lựa chọn ông giữ vai trò là nhiếp chính của Hy Lạp và phó hegemon của Liên minh Corinth, và tiềm năng của việc sinh ra một người kế vị nam khác giữa Philippos II và người vợ mới của ông ta, Cleopatra Eurydice. Alexandros III (336-323 TCN) đã lập tức được tuyên bố làm vua bởi một hội đồng của quân đội và các quý tộc chủ chốt, đứng đầu trong số họ là Antipatros và Parmenion. Vào thời điểm kết thúc triều đại và sự nghiệp quân sự của mình vào năm 323 TCN, Alexandros sẽ cai trị một đế quốc bao gồm khu vực lục địa Hy Lạp, Tiểu Á, Cận Đông, Ai Cập cổ đại, Mesopotamia, Persia, và phần lớn khu vực Trung và Nam Á (tức khu vực Pakistan ngày nay). Một trong những việc làm đầu tiên của ông đó là chôn cất cha của mình tại Aigai. Các thành viên của liên minh Corinth đã nổi dậy khi nghe tin về cái chết của Philippos II, nhưng sớm bị dẹp yên bằng vũ lực bên cạnh việc ngoại giao thuyết phục, đã bầu chọn Alexandros là hegemon của liên minh để thực hiện kế hoạch xâm lược Ba Tư.
Vào năm 335 TCN, Alexandros đã tiến đánh bộ lạc người Thrace Triballi ở khu vực dãy núi Haemus và dọc theo sông Danube, ông đã buộc họ phải đầu hàng trên đảo Peuce. Ngay sau đó, vị vua người Illyria là Cleitos của người Dardani đã đe dọa tấn công Macedonia, nhưng Alexandros đã nắm thế chủ động và vây hãm người Dardani tại Pelion (ngày nay thuộc Albania). Khi Thebes một lần nữa nổi loạn tách khỏi liên minh Corinth và đang vây hãm đội quân đồn trú Macedonia ở Cadmea, Alexandros đã rời mặt trận Illyria và hành quân tiến về Thebes, tại đây ông đã vây hãm thành phố này. Sau khi phá vỡ các bức tường thành, quân đội của Alexandros đã tàn sát 6,000 người Thebes, bắt 30,000 cư dân làm tù binh, và thiêu trụi hoàn toàn thành phố như là một lời cảnh cáo mà khiến cho toàn bộ các thành bang Hy Lạp khác ngoại trừ Sparta không dám thách thức Alexandros thêm một lần nào nữa.
Trong suốt sự nghiệp quân sự của mình, Alexandros đã giành chiến thắng tất cả các trận đánh do đích thân ông chỉ huy. Chiến thắng đầu tiên của ông trước người Ba Tư ở Tiểu Á là Trận Granicus vào năm 334 TCN, ông đã sử dụng một đội kỵ binh nhỏ như là một mồi nhử để cho phép lực lượng bộ binh của mình vượt qua sông tiếp nối bằng một cuộc đột kích của kỵ binh từ lực lượng chiến hữu kỵ binh của ông. Alexandros đã chỉ huy cuộc đột kích bằng kỵ binh tại trận Issus vào năm 333 TCN, buộc vị vua Ba Tư Darius III và đạo quân của ông ta phải tháo chạy. Bất chấp việc có quân lực áp đảo, Darius III lại một lần nữa bỏ chạy trong trận Gaugamela vào năm 331 TCN. Vị vua Ba Tư sau đó bị bắt và hành quyết bởi chính vị satrap của Bactria và cũng là người họ hàng của ông ta, Bessus, vào năm 330 TCN. Vị vua của Macedonia sau đó đã săn đuổi và hành quyết Bessus ở nơi mà ngày nay là Afghanistan, chiếm luôn vùng đất Sogdia trong quá trình này. Tại Trận Hydaspes vào năm 326 TCN, (ngày nay ở Punjab), khi những con voi chiến của vua Porus xứ Pauravas đe dọa các binh sĩ của Alexandros, ông đã ra lệnh cho họ tách rời hàng ngũ và vây quanh những con voi rồi tấn công những viên quản tượng của chúng bằng những ngọn giáo sarissa. Khi những binh sĩ người Macedonia đe dọa binh biến vào năm 324 TCN tại Opis, Babylonia (gần Baghdad, Iraq), Alexandros đã phong các tước hiệu quân đội của người Macedonia cùng với những trọng trách quan trọng hơn cho các tướng lĩnh Ba Tư và đơn vị của họ để thay thế, điều này buộc binh sĩ của ông phải thỉnh cầu sự tha thứ tại một buổi tiệc hòa giải được tổ chức giữa người Ba Tư và Macedonia.

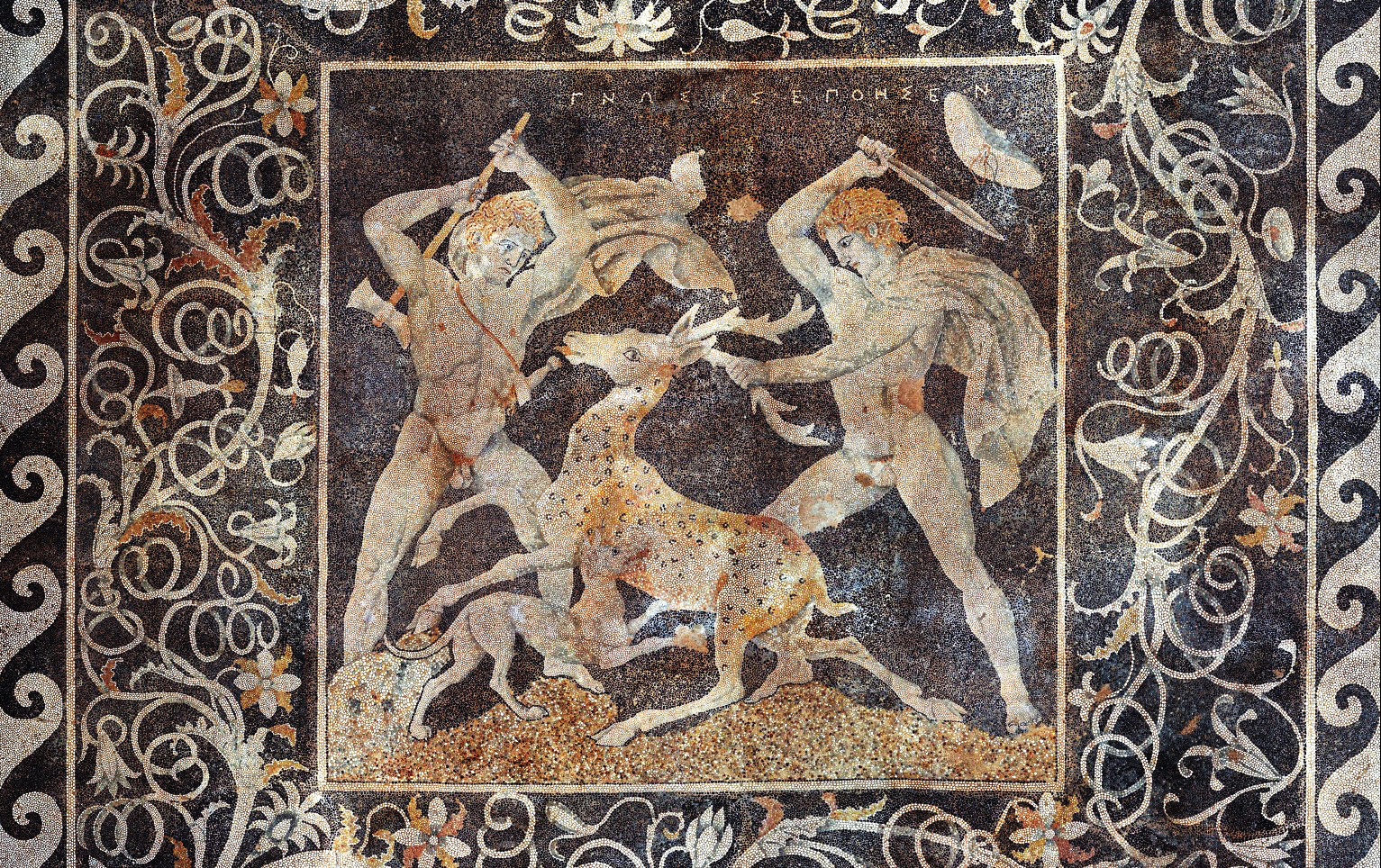
Bức Tranh khảm săn hưu đực có niên đại khoảng năm 300 TCN, nó nằm ở Pella; nhân vật bên phải có thể là Alexandros Đại đế còn nhân vật bên trái cầm một chiếc rìu hai lưỡi (được liên tưởng với Hephaistos) có lẽ là Hephaestion, một trong những chiến hữu trung thành của Alexandros.

Alexandros có lẽ đã hủy hoại sự cai trị của mình bằng việc thể hiện các dấu hiệu của chứng hoang tưởng tự đại. Trong khi đang sử dụng các hành động tuyên truyền hiệu quả chẳng hạn như là việc chặt đứt nút thắt Gordium, ông cũng cố gắng thể hiện bản thân mình như là một vị thần sống và một người con trai của Zeus sau chuyến thăm của ông tới nhà tiên tri tại Siwah trong sa mạc Libya (ở Ai Cập ngày nay) vào năm 331 TCN. Nỗ lực của ông nhằm bắt mọi người phải phủ phục trước ông ở Bactra vào năm 327 TCN bắt chước theo nghi lễ proskynesis của các vị vua Ba Tư đã không được các thần dân Macedonia và Hy Lạp của ông chấp nhận vì sự báng bổ tôn giáo của nó sau khi vị sử quan của ông Callisthenes từ chối thực hiện lễ nghi này. Khi Alexandros ra lệnh sát hại Parmenion tại Ecbatana (gần Hamadan ngày nay, Iran) vào năm 330 TCN, Errington đã cho rằng đây là "dấu hiệu của hố sâu ngăn cách ngày càng lớn giữa các lợi ích của nhà vua với của vương quốc và người dân của ông". Sự kiện ông sát hại Cleitos Đen vào năm 328 TCN được miêu tả là "đầy căm thù và hấp tấp" bởi Dawn L. Gilley và Ian Worthington. Tiếp tục chính sách đa thê của cha mình, Alexandros đã khuyến khích mọi người kết hôn với những người phụ nữ châu Á, ví dụ như ông đã cưới Roxana, một công chúa người Sogdia của Bactria. Tiếp sau đó ông đã cưới Stateira II, người con gái đầu của Darius III, và Parysatis II, người con gái út của Artaxerxes III, tại lễ cưới Susa vào năm 324 TCN.
Trong khi đó, ở Hy Lạp, vị vua Sparta Agis III đã cố gắng lãnh đạo một cuộc nổi dậy của người Hy Lạp chống lại Macedonia. Ông ta đã bị đánh bại vào năm 331 TCN tại Trận Megalopolis bởi Antipatros, người đang giữ vai trò là nhiếp chính của Macedonia và phó hegemon của liên minh Corinth thay cho Alexandros. Trước khi Antipatros bắt đầu chiến dịch của mình ở Peloponnese, ông ta đã thuyết phục viên tổng đốc của Thrace tên là Memnon không nổi loạn bằng biện pháp ngoại giao. Antipatros đã trì hoãn việc trừng phạt Sparta và thay vào đó là để việc này cho Liên minh Corinth đứng đầu bởi Alexandros, ông cuối cùng đã tha thứ cho người Sparta với điều kiện là họ giao nộp 50 quý tộc làm con tin. Quyền lãnh đạo của Antipatros có phần không được lòng người dân ở Hy Lạp do ông ta ủng hộ (có lẽ theo lệnh của Alexandros) những kẻ bất mãn bị lưu đày và đồn trú các thành phố với các đội quân Macedonia, tuy vậy vào năm 330 TCN, Alexandros đã tuyên bố rằng những chính thể chuyên chế được thiết lập ở Hy Lạp sẽ bị bãi bỏ và quyền tự do của người Hy Lạp sẽ được khôi phục.

Vương quốc của các diadochi khoảng năm 301 TCN, sau Trận Ipsus
Vương quốc của Ptolemaios I Soter
Vương quốc của Kassandros
Vương quốc của Lysimachos
Vương quốc của Seleukos I Nikator
Ipiros
Carthage
Cộng hòa La Mã
Các thành bang Hy Lạp

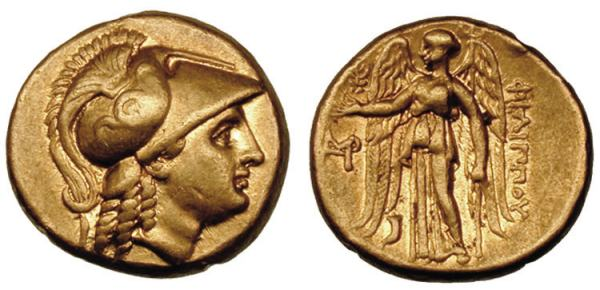
Một đồng stater bằng vàng của Philip III Arrhidaeus mang hình ảnh của nữ thần Athena (trái) và Nike (phải)

Khi Alexandros Đại đế qua đời ở Babylon vào năm 323 TCN, người mẹ của ông Olympias đã ngay lập tức buộc tội Antipatros và phe của ông ta đã đầu độc ông, mặc dù vậy không có bằng chứng để chứng minh điều này. Với việc không có ai được phong làm hoàng thái tử, các chỉ huy quân đội Macedonia đã chia thành hai phe, một bên tuyên bố rằng người anh trai cùng cha khác mẹ với Alexandros là Philippos III Arrhidaeos (323-317 TCN) là vua và một bên là đứng về phía người con trai sơ sinh của Alexandros và Roxana, Alexandros IV (323-309 TCN). Ngoại trừ người Euboea và Boeotia, người Hy Lạp đã ngay lập tức nổi dậy tiến hành một cuộc khởi nghĩa chống lại Antipatros mà được biết đến với tên gọi cuộc chiến tranh Lamia (323–322 TCN). Khi Antipatros bị đánh bại trong Trận Thermopylae vào năm 323 TCN, ông đã bỏ chạy tới Lamia và bị vị tướng người Athen là Leosthenes vây hãm tại nơi này. Một đạo quân Macedonia dưới sự chỉ huy của Leonnatos sau đó đã giải vây cho Antipatros. Antipatros đã dẹp được cuộc nổi loạn nhưng cái chết của ông vào năm 319 TCN đã để lại một khoảng trống quyền lực và do đó hai vị vua Macedonia được dựng lên đã trở thành những con tốt thí trong một cuộc chiến tranh giành quyền lực giữa các diadochi, những vị tướng lĩnh cũ trong quân đội của Alexandros.
Một hội đồng của quân đội đã được triệu tập ở Babylon ngay sau cái chết của Alexandros, họ đã tuyên bố Philippos III là vua và viên chiliarch Perdiccas là nhiếp chính của ông. Antipatros, Antigonos Monophthalmos, Crateros, và Ptolemaios đã thiết lập một liên minh để chống lại Perdiccas trong một cuộc nội chiến được khởi đầu bằng việc Ptolemaios chiếm đoạt cỗ xe tang của Alexandros Đại đế. Perdiccas đã bị chính các sĩ quan của mình ám sát vào năm 321 TCN trong một chiến dịch thất bại ở Ai Cập chống lại Ptolemaios, cuộc hành quân dọc theo sông Nile của ông đã khiến cho 2,000 binh sĩ của ông bị chết đuối. Mặc dù Eumenes của Cardia đã thành công trong việc giết chết Crateros trên chiến trường, điều này ít có ảnh hưởng đến cuộc phân chia Triparadisus ở Syria vào năm 321 TCN, tại đây phe liên minh chiến thắng đã giải quyết vấn đề về một chế độ nhiếp chính mới và những quyền lợi về lãnh thổ. Antipatros đã được bổ nhiệm làm nhiếp chính cho cả hai vị vua. Trước khi Antipatros qua đời vào năm 319 TCN, ông ta đã bổ nhiệm người bề tôi trung thành với nhà Argead là Polyperchon làm người kế tục mình, bỏ qua người con trai của ông ta là Kassandros và bỏ qua quyền được chọn một nhiếp chính mới của nhà vua (bởi vì Philippos III được cho là bất ổn về mặt tâm thần)
Thiết lập một liên minh với Ptolemaios, Antigonos, và Lysimachos, Kassandros đã lệnh cho tướng Nicanor chiếm pháo đài Munichia ở thị trấn cảng Piraeus của Athens bất chấp sắc lệnh của Polyperchon rằng các thành bang Hy Lạp sẽ không còn các đơn vị đồn trú Macedonia, điều này đã khơi mào cho cuộc chiến tranh Diadochi lần thứ Hai (319–315 TCN). Sau một chuỗi các thất bại quân sự của Polyperchon, vào năm 317 TCN, Philippos III, thông qua người vợ mưu mô của mình là Eurydice II của Macedonia, đã chính thức phong Kassandros làm nhiếp chính thay cho ông ta. Sau đó, Polyperchon đã tìm kiếm sự giúp đỡ từ Olympias ở Ipiros. Một liên quân gồm người Ipirot, Aetolia, và quân của Polyperchon đã xâm lược Macedonia và buộc quân đội của Philippos III và Eurydice phải đầu hàng, điều này đã cho phép Olympias xử tử vị vua này và buộc hoàng hậu của ông phải tự tử. Olympias sau đó đã xử tử Nicanor cùng với nhiều quý tộc Macedonia khác, nhưng vào mùa xuân năm 316 TCN, Kassandros đã đánh bại lực lượng của bà, bắt giữ bà, và đưa bà ra xét xử với tội giết người rồi sau đó kết án tử hình bà.
Kassandros đã cưới người con gái của Philippos II là Thessalonike và đã mở rộng sự kiểm soát của Macedonia cho tới tận Epidamnos ở Illyria. Tới năm 313 TCN, vị vua người Illyria là Glaukias của Taulantii đã tái chiếm lại thành phố này. Vào năm 316 TCN, Antigonos đã đoạt được những vùng lãnh thổ của Eumenes và thành công trong việc đánh đuổi Seleukos I Nikator khỏi Babylon, điều này đã khiến cho Kassandros, Ptolemaios, và Lysimachos gửi một tối hậu thư chung cho Antigonos vào năm 315 TCN, yêu cầu ông ta phải giao nộp những vùng lãnh thổ khác ở châu Á. Antigonos đã ngay lập tức liên minh với Polyperchon, lúc này đang đóng quân ở Corinth, và gửi một tối hậu thư của riêng ông cho Kassandros, buộc tội ông ta tội giết người vì đã xử tử Olympias và yêu cầu ông ta giao nộp gia đình hoàng gia, vua Alexandros IV cùng thái hậu Roxana. Cuộc xung đột diễn ra tiếp sau đó đã kéo dài cho tới mùa đông năm 312/311 TCN, khi mà một thỏa thuận hòa bình mới đã công nhận Kassandros là tướng quân của châu Âu, Antigonos là "số một ở Châu Á", Ptolemaios là tướng quân của Ai Cập, và Lysimachos là tướng quân của Thrace. Kassandros đã xử tử Alexandros IV và Roxana vào mùa đông năm 311/310 TCN, và tới năm 306–305 TCN, các diadochi đã tự xưng là vua ở lãnh thổ của mình.

### Kỉ nguyên Hy Lạp hóa
Sự khởi đầu của Hy Lạp thời kỳ Hy Lạp hóa được xác định bởi cuộc xung đột giữa nhà Antipatros, đầu tiên được lãnh đạo bởi Kassandros (trị vì từ 305-297 TCN), con trai của Antipatros, và nhà Antigonos, dưới sự lãnh đạo của vị tướng người Macedonia là Antigonos I Monophthalmos (trị vì từ 306-301 TCN) và người con trai của ông ta, vị vua tương lai Demetrios I (trị vì từ 294-288 TCN). Kassandros đã vây hãm Athens vào năm 303 TCN, nhưng khi Demetrios xâm lược Boeotia để nhằm cắt đứt con đường rút lui của ông, Kassandros đã buộc phải triệt thoái về Macedonia. Khi Antigonos và Demetrios cố gắng tái lập lại Liên minh Hy Lạp của Philippos II với bản thân họ là hai hegemon, một liên minh được tái lập lại của Kassandros, Ptolemaios I Soter (trị vì từ 305-283 TCN) của nhà Ptolemaios ở Ai Cập, Seleukos I Nikator (trị vì từ 305-281 TCN) của đế quốc Seleukos, và Lysimachos (trị vì từ 306-281 TCN), Vua của Thrace, đã đánh bại nhà Antigonos tại trận Ipsus vào năm 301 TCN, Antigonos đã tử trận còn Demetrios đã buộc phải tháo chạy.
Kassandros qua đời vào năm 297 TCN, và người con ốm yếu của ông là Philippos IV cũng qua đời ngay trong năm đó, những người con trai khác của Kassandros là Alexandros V của Macedonia (trị vì từ 297-294 TCN) và Antipatros II của Macedonia (trị vì từ 297-294 TCN) đã kế vị cùng với người mẹ của họ là Thessalonike của Macedonia giữ vai trò là nhiếp chính. Trong lúc Demetrios giao chiến với lực lượng của nhà Antipatros ở Hy Lạp, Antipatros II đã giết chết người mẹ của mình để giành quyền lực. Người em trai tuyệt vọng của ông, Alexandros V sau đó đã cầu xin sự trợ giúp tới từ Pyrros của Ipiros (trị vì từ 297-272 TCN), ông ta đã từng sát cánh bên cạnh Demetrios tại trận Ipsus nhưng sau đó đã được gửi tới Ai Cập làm con tin như là một phần của thỏa thuận giữa Demetrios và Ptolemaios I. Để đổi lại cho việc đánh bại lực lượng của Antipatros II và buộc ông ta phải chạy trốn tới triều đình của Lysimachos ở Thrace, Pyrros đã nhận được phần thưởng đó là phần cực tây của vương quốc Macedonia. Demetrios sau đó đã ám sát người cháu họ Alexandros V của ông ta rồi tự tuyên bố là vua của Macedonia, thế nhưng thần dân lại phản đối sự xa lánh, độc đoán theo kiểu phương đông của ông ta.
Chiến tranh đã sớm nổ ra giữa Pyrros và Demetrios vào năm 290 TCN khi Lanassa, vợ của Pyrros, con gái của Agathocles của Syracuse, bỏ ông để lấy Demetrios và đem đến cho ông ta hòn đảo Corcyra vốn là của hồi môn của bà. Cuộc chiến kéo dài đến năm 288 TCN, khi Demetrios đánh mất sự ủng hộ từ người Macedonia và bỏ trốn khỏi vương quốc. Macedonia sau đó được phân chia giữa Pyrros và Lysimachos, với việc Pyrros chiếm phần phía Tây Macedonia còn Lysimachos là phần phía đông Macedonia. Đến năm 286 TCN, Lysimachos đã đánh đuổi Pyrros và quân đội của ông ta ra khỏi Macedonia. Năm 282 TCN, một cuộc chiến tranh mới đã bùng nổ giữa Seleukos I và Lysimachos; Lysimachos sau đó đã tử trận trong trận Corupedion và điều này cho phép Seleukos I nắm quyền kiểm soát Thrace và Macedonia. Nhưng Seleukos I lại bị ám sát ngay sau đó vào năm 281 TCN bởi viên sĩ quan của mình là Ptolemaios Keraunos, con trai của Ptolemaios I và cháu nội của Antipatros, ông ta tiếp đó tự xưng là vua của Macedonia trước khi bị người Celt giết chết trên chiến trường trong cuộc xâm lược Hy Lạp của họ. Quân đội Macedonia đã tôn vị tướng Sosthenes của Macedonia lên làm vua, mặc dù vậy dường như ông đã từ chối tước hiệu này. Sau khi đánh bại vị thủ lĩnh người Gaul là Bolgios và đánh đuổi đội quân cướp bóc của Brennus, Sosthenes đã qua đời và lại khiến cho Macedonia rơi vào tình trạng hỗn loạn. Những người Gaul xâm lược đã tàn phá Macedonia cho tới khi Antigonos II Gonatas, con trai của Demetrios, đánh bại họ ở Thrace tại trận Lysimachia vào năm 277 TCN và sau đó ông đã được tuyên bố là vua của Macedonia.
Năm 280 TCN, Pyrros đã phát động một chiến dịch ở Magna Graecia (tức là khu vực Nam Ý) chống lại Cộng hòa La Mã, nó được biết đến với tên gọi cuộc chiến tranh Pyrros, tiếp sau là cuộc xâm lược Sicily của ông. Ptolemaios Keraunos đã bảo đảm ngai vàng Macedonia của mình bằng cách giao cho Pyrros 5000 binh sĩ và 20 con voi chiến cho nỗ lực này của ông ta. Pyrros đã quay trở về Ipiros vào năm 275 TCN sau khi thất bại hoàn toàn trong cả hai chiến dịch, điều này đã góp phần cho sự trỗi dậy của Rome bởi vì các thành bang Hy Lạp ở miền Nam Ý chẳng hạn như Tarentum lúc này đã trở thành đồng minh La Mã. Pyrros đã xâm lược Macedonia vào năm 274 TCN, ông đã đánh bại đạo quân chủ yếu là lính đánh thuê của Antigonos II tại Trận Aous và đánh đuổi ông ta khỏi Macedonia, buộc ông ta phải tìm kiếm nơi ẩn náu cùng hạm đội hải quân của mình ở khu vực biển Aegean.

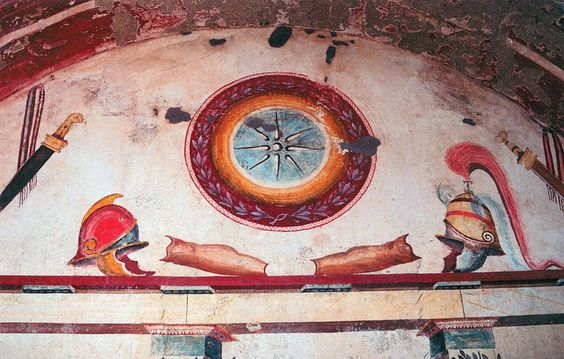
Tranh vẽ về các loại vũ khí và áo giáp thuộc thời kỳ Hy Lạp hóa đến từ một ngôi mộ ở Mieza cổ đại (ngày nay là Lefkadia), Imathia, miền Trung Macedonia, Hy Lạp, Thế kỷ 2 TCN

Pyrros đã đánh mất phần lớn sự ủng hộ của mình từ người Macedonia vào năm 273 TCN khi những lính đánh thuê ngỗ ngược người Gaul của ông cướp phá khu nghĩa trang hoàng gia ở Aigai. Pyrros đã truy kích Antigonos II ở Peloponnese, tuy nhiên cuối cùng Antigonos II đã có thể giành lại được Macedonia. Pyrros sau đó tử trận khi đang vây hãm Argos vào năm 272 TCN, điều này cho phép Antigonos II giành lại phần còn lại của Hy Lạp. Ông sau đó đã khôi phục lại các ngôi mộ của triều đại Argead ở Aigai và sáp nhập vương quốc Paeonia.
Liên minh Aetolia đã ngăn trở sự kiểm soát của Antigonos II đối với khu vực miền Trung Hy Lạp, và sự thành lập của liên minh Achaea vào năm 251 TCN đã đẩy lùi các lực lượng của người Macedonia ra khỏi phần lớn bán đảo Peloponnese và đôi lúc đã sáp nhập cả Athens và Sparta. Khi đế quốc Seleukos đứng về phía nhà Antigonos của Macedonia chống lại nhà Ptolemaios của Ai Cập trong các cuộc chiến tranh Syria, hải quân của nhà Ptolemaios đã gây gián đoạn nghiêm trọng những nỗ lực của Antigonos II nhằm kiểm soát khu vực lục địa Hy Lạp. Với sự trợ giúp từ hải quân của nhà Ptolemaios, vị chính trị gia người Athen là Chremonides đã lãnh đạo một cuộc nổi dậy chống lại uy quyền của người Macedonia mà được biết đến với tên gọi là cuộc chiến tranh Chremonides (267–261 TCN). Vào năm 265 TCN, Athens đã bị bao vây và vây hãm bởi lực lượng của Antigonos II, và một hạm đội của nhà Ptolemaios đã bị đánh bại trong Trận Cos. Athens cuối cùng đã đầu hàng vào năm 261 TCN. Sau khi Macedonia thiết lập một liên minh với vị vua nhà Seleukos là Antiochos II, một thỏa thuận hòa bình giữa Antigonos II và Ptolemaios II Philadelphos của Ai Cập cuối cùng đã được ký kết vào năm 255 TCN.

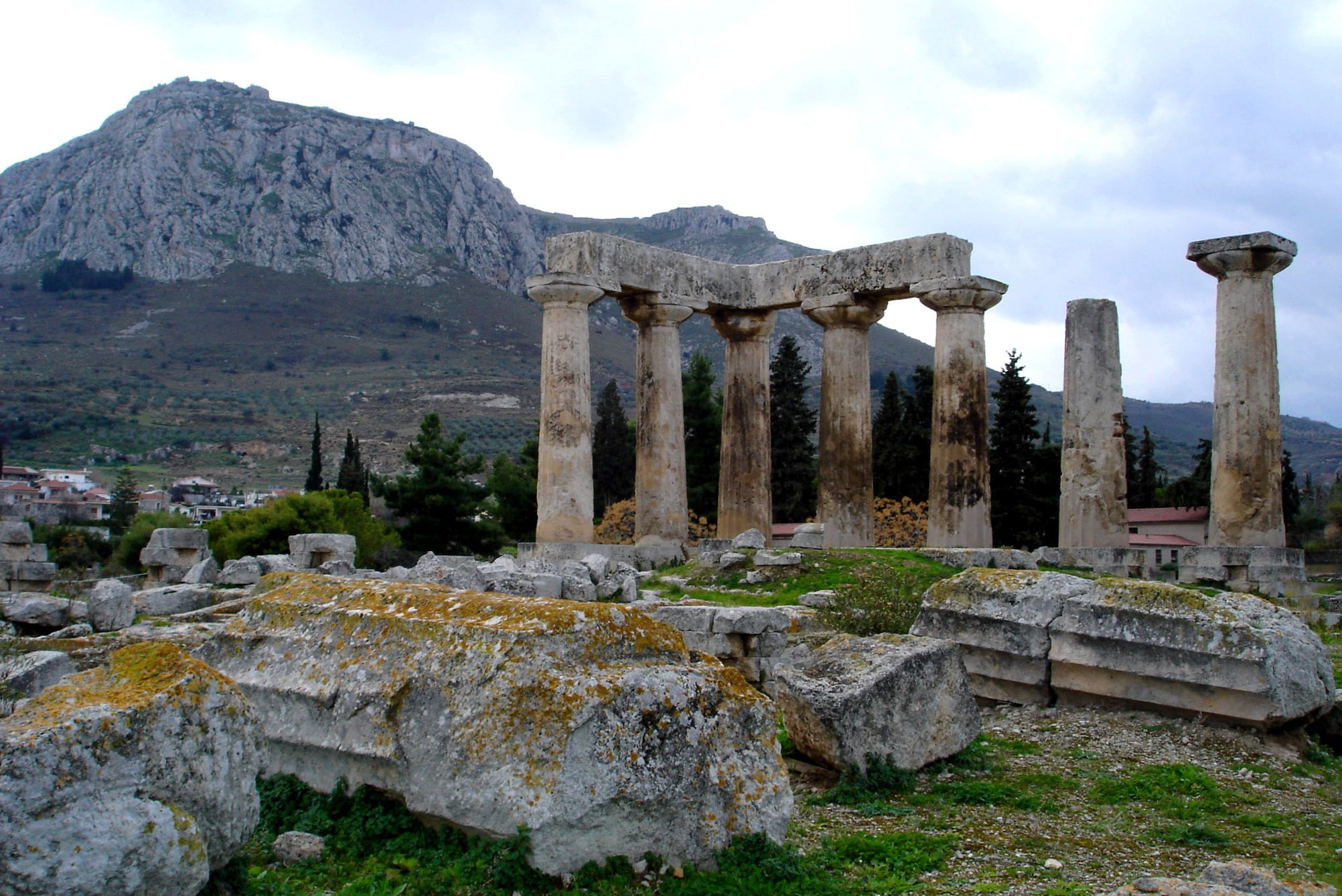
Ngôi đền Apollo tại Corinth, nó được xây dựng vào khoảng năm 540 TCN, cùng với Acrocorinth (tức là khu vực acropolis của Corinth mà đã từng chứa một một đội quân đồn trú người Macedonia)

Năm 251 TCN, Aratos của Sicyon đã lãnh đạo một cuộc nổi dậy chống lại Antigonos II, và vào năm 250 TCN, Ptolemaios II đã tuyên bố ủng hộ vị vua tự xưng Alexandros của Corinth. Mặc dù Alexandros đã qua đời vào năm 246 TCN và Antigonos đã có thể giành được một chiến thắng hải quân trước nhà Ptolemaios tại Andros, người Macedonia đã để mất Acrocorinth vào tay lực lượng của Aratos vào năm 243 TCN, tiếp theo sau đó Corinth đã được kết nạp vào liên minh Achaea. Antigonos II đã giảng hòa với liên minh Achaea vào năm 240 TCN, nhượng lại những vùng lãnh thổ mà ông đã mất ở Hy Lạp. Antigonos II qua đời vào năm 239 TCN và đã được kế vị bởi người con trai của ông là Demetrios II của Macedonia (trị vì từ 239-229 TCN). Nhằm tìm kiếm một liên minh với Macedonia để chống lại người Aetolia, thái hậu và nhiếp chính của Ipiros, Olympias II, đã đề nghị gả người con gái của bà là Phthia của Macedonia cho Demetrios II. Demetrios II đã chấp nhận lời đề nghị của bà, nhưng ông lại gây tổn hại đến mối quan hệ với nhà Seleukos bằng cách ly dị Stratonike của Macedonia. Mặc dù người Aetolia đã thiết lập một liên minh với liên minh Achaea như là một hệ quả của điều này, Demetrios II đã có thể xâm lược Boeotia và chiếm nó từ tay của người Aetolia vào năm 236 TCN.
Liên minh Achaea đã thành công trong việc chiếm Megalopolis vào năm 235 TCN, và vào giai đoạn cuối triều đại của Demetrios II thì người Macedonia đã để mất gần như toàn bộ bán đảo Peloponnese ngoại trừ Argos. Demetrios II còn mất đi một đồng minh ở Ipiros khi mà chế độ quân chủ bị lật đổ trong một cuộc cách mạng cộng hòa. Demetrios II đã tranh thủ sự trợ giúp của vị vua Illyria là Agron để bảo vệ Acarnania chống lại người Aetolia, và vào năm 229 TCN, họ đã thành công trong việc đánh bại hạm đội liên hợp của người Aetolia và liên minh Achaea tại trận Paxos. Một vị vua người Illyria khác, Longarus của vương quốc Dardania, đã xâm lược Macedonia và đánh bại một đạo quân của Demetrios II ngay trước khi ông qua đời vào năm 229 TCN. Mặc dù người con trai còn nhỏ tuổi của ông là Philippos đã ngay lập tức kế vị ngai vàng, nhiếp chính của ông ta Antigonos III Doson (trị vì từ 229-221 TCN) vốn là người cháu họ của Antigonos II, đã được quân đội tôn lên làm vua và Philippos là người thừa kế của ông sau khi Antigonos giành được một loạt các chiến thắng quân sự trước người Illyria ở phía Bắc và người Aetolia ở Thessaly.

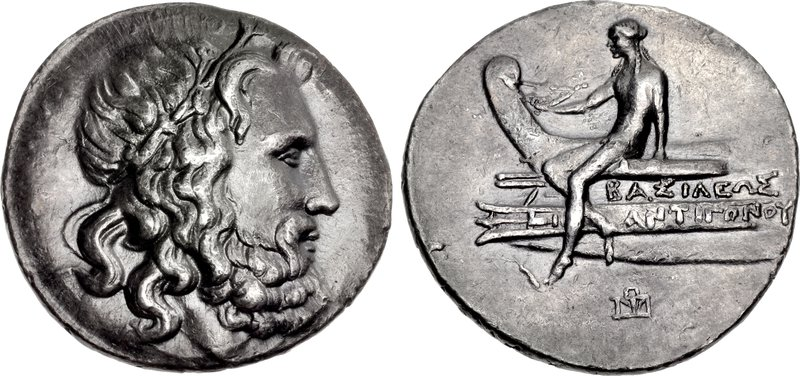
Một đồng tetradrachm được đúc dưới triều đại của Antigonos III Doson (trị vì 229-221 TCN), có thể tại Amphipolis, ở trên mặt trước là chân dung của thần Poseidon và ở mặt sau là một cảnh miêu tả thần Apollo ngồi trên mũi của một con thuyền

Aratos đã phái một sứ thần tới chỗ Antigonos III vào năm 226 TCN để thiết lập một liên minh vốn không ai ngờ tới vào thời điểm đó khi mà vị vua cải cách Cleomenes III của Sparta đang đe dọa phần còn lại của Hy Lạp trong cuộc chiến tranh Cleomenes (229–222 TCN). Để đổi lại cho sự trợ giúp về mặt quân sự, Antigonos III yêu cầu Corinth phải được trao trả lại cho người Macedonia, Aratos cuối cùng đã đồng ý vào năm 225 TCN. Năm 224 TCN, quân đội của Antigonos III đã chiếm Arcadia từ tay người Sparta. Sau khi thiết lập một liên minh Hy Lạp theo cùng cách thức giống như liên minh Corinth của Philippos II, ông đã thành công trong việc đánh bại người Sparta tại trận Sellasia vào năm 222 TCN. Đây là lần đầu tiên trong suốt chiều dài lịch sử của mình, Sparta đã bị chiếm đóng bởi một thế lực ngoại bang, điều này đã khôi phục lại vị thế của Macedonia như là cường quốc số một ở Hy Lạp. Antigonos đã qua đời một năm sau đó có lẽ là do bệnh lao, ông đã để lại một vương quốc Hy Lạp hóa hùng mạnh cho người kế vị Philippos V.
Philippos V của Macedonia (trị vì từ 221-179 TCN) ngay lập tức đã đối mặt với những thách thức đối với quyền lực của ông đến từ bộ lạc người Illyria là người Dardani và liên minh Aetolia. Philippos V và đồng minh của ông đã thành công trong việc chống lại người Aetolia và đồng minh của họ trong cuộc Chiến tranh Đồng Minh (220–217 TCN), tuy nhiên ông đã giảng hòa với người Aetolia ngay khi nghe tin về những cuộc tấn công của người Dardani ở phía Bắc và chiến thắng của người Carthage trước người La Mã tại Trận hồ Trasimene vào năm 217 TCN. Demetrios của Pharos được cho là đã thuyết phục Philippos V chiếm lấy Illyria trước tiên nếu muốn thực hiện một cuộc xâm lược nhằm vào bán đảo Ý. Năm 216 TCN, Philippos V đã phái 100 chiếc thuyền chiến hạng nhẹ tới khu vực biển Adriatic để tấn công Illyria, một động thái mà đã khiến cho Scerdilaidas của vương quốc Ardiaei kêu gọi sự trợ giúp từ người La Mã. Rome đã phản ứng lại bằng cách phái 10 chiếc quinquereme hạng nặng từ Sicily tới tuần tra khu vực bờ biển Illyria, điều này khiến cho Philippos V phải hủy bỏ kế hoạch và ra lệnh cho hạm đội của mình rút lui, ngăn chặn một cuộc chiến có thể xảy ra vào lúc đó.

### Chiến tranh với Rome

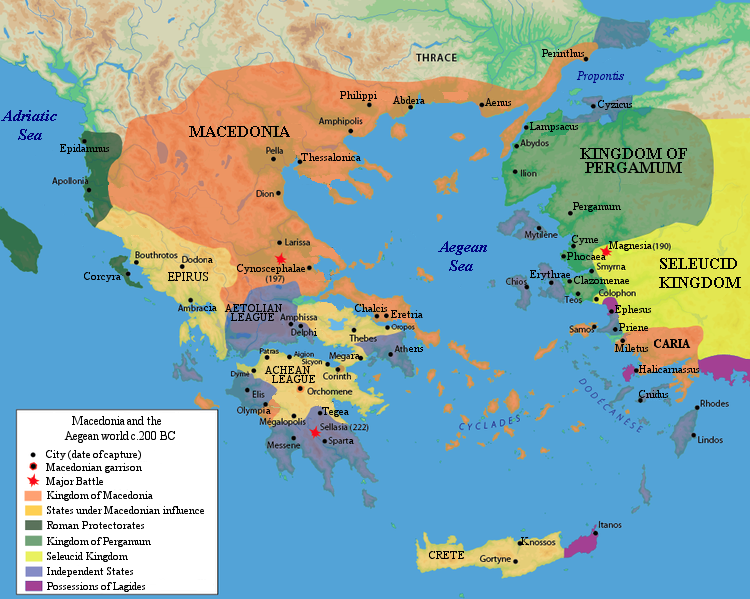
Vương quốc Macedonia (cam) dưới thời Philippos V (trị vì từ 221-179 TCN), với các quốc gia vệ tinh của Macedonia (vàng đậm), đế quốc Seleukos (vàng tươi), các vùng đất nằm dưới sự bảo hộ của người La Mã (xanh đậm), vương quốc Pergamon (xanh nhạt), các thành bang độc lập (tía nhạt), và những vùng lãnh thổ thuộc sở hữu của nhà Ptolemaios (tím tía)

Vào năm 215 TCN, vào giai đoạn đỉnh điểm của cuộc chiến tranh Punic lần thứ hai với đế quốc Carthage, chính quyền La Mã đã chặn đứng một chiếc thuyền ở ngoài khơi bờ biển Calabria, trên chiếc thuyền này có một phái viên người Macedonia và một sứ thần người Carthage đang giữ một hiệp ước được Hannibal Barca soạn thảo, nó là một tuyên bố về một liên minh với Philippos V. Hiệp ước này quy định rằng chỉ có Carthage mới có quyền đàm phán các điều khoản về sự đầu hàng giả định của Rome và hứa trợ giúp lẫn nhau trong trường hợp sau khi được hồi sinh Rome sẽ tìm kiếm sự trả thù đối với Macedonia hoặc Carthage. Mặc dù vậy người Macedonia có lẽ chỉ quan tâm đến việc bảo vệ những vùng đất mới được chinh phục của họ ở Illyria, tuy thế người La Mã vẫn có thể ngăn trở bất cứ tham vọng lớn lao nào của Philippos V đối với khu vực Adriatic trong cuộc chiến tranh Macedonia lần thứ nhất (214–205 TCN). Vào năm 214 TCN, Rome đã bố trí một hạm đội tại Oricus, nơi này cùng với Apollonia đã bị người Macedonia tấn công. Khi người Macedonia chiếm Lissus vào năm 212 TCN, Viện nguyên lão La Mã đã phản ứng lại bằng cách xúi giục liên minh Aetolia, Sparta, Elis, Messenia, và Attalos I (trị vì từ 241-197 TCN) của Pergamon gây chiến chống lại Philippos V, giữ cho ông bận rộn và tránh xa khỏi Ý.
Liên minh Aetolia đã ký kết một hiệp ước hòa bình với Philippos V vào năm 206 TCN, còn Cộng hòa La Mã đã đàm phán hiệp ước Phoenice vào 205 TCN để chấm dứt chiến tranh và cho phép người Macedonia giữ lại một số thành trì mà họ đã chiếm được ở Illyria. Mặc dù người La Mã đã từ chối lời đề nghị của người Aetolia vào năm 202 TCN về việc Rome một lần nữa tuyên bố chiến tranh với Macedonia, Viện nguyên lão La Mã đã cân nhắc nghiêm túc đối với lời đề nghị tương tự tới từ Pergamon và đồng minh Rhodes của nó vào năm 201 TCN. Những quốc gia này đã tỏ ra lo lắng về liên minh của Philippos V với Antiochos III Đại đế của đế quốc Seleukos, mà đã xâm lược đế quốc Ptolemaios vốn đã mệt mỏi vì chiến tranh và kiệt quệ về tài chính trong cuộc Chiến tranh Syria lần thứ Năm (202–195 TCN), khi Philippos V chiếm những thành trì của nhà Ptolemaios ở khu vực biển Aegea. Mặc dù các phái viên của Rome đã đóng một vai trò chủ chốt trong việc thuyết phục Athens gia nhập vào liên minh chống Macedonia cùng với Pergamon và Rhodes vào năm 200 TCN, thế nhưng comitia centuriata (hội đồng nhân dân) đã bác bỏ đề nghị về việc tuyên chiến với Macedonia của Viện nguyên lão La Mã. Trong khi đó, Philippos V đã chinh phục các vùng đất ở khu vực Hellespont và Bosporus cũng như là đảo Samos của nhà Ptolemaios, điều này đã dẫn đến việc Rhodes thành lập một liên minh với Pergamon, Byzantium, Cyzicus, và Chios chống lại Macedonia. Bất chấp trên danh nghĩa là đã liên minh với vị vua nhà Seleukos, Philippos V đã thua trận thủy chiến Chios vào năm 201 TCN và đã bị hạm đội của người Rhodes và Pergamon phong tỏa ở Bargylia.

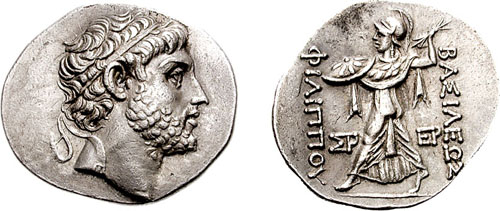
Một đồng tetradrachm thuộc về Philippos V của Macedonia (trị vì từ 221-179 TCN), với chân dung của nhà vua ở bên mặt phải và nữ thần Athena Alkidemos đang vung một tia sét bên mặt trái

Trong lúc Philippos V đang bận giao chiến với các đồng minh Hy Lạp của Rome, thì Rome lại coi điều này như là một cơ hội để trừng phạt người đồng minh cũ của Hannibal bằng một cuộc chiến tranh mà họ hy vọng là sẽ mang đến một chiến thắng và không cần quá nhiều nguồn lực. Viện nguyên lão La Mã đã yêu cầu Philippos V chấm dứt chiến tranh chống lại các quốc gia Hy Lạp lân cận và tuân theo một ủy ban phân xử quốc tế để giải quyết các bất bình. Khi comitia centuriata cuối cùng đã bỏ phiếu tán thành việc tuyên chiến của Viện nguyên lão La Mã vào năm 200 TCN và trao tối hậu thư của họ cho Philippos V, trong đó yêu cầu rằng một tòa án đánh giá thiệt hại gây ra cho Rhodes và Pergamon, vị vua của Macedonia đã bác bỏ điều này. Điều này đã đánh dấu sự khởi đầu của Chiến tranh Macedonia lần thứ hai (200–197 TCN), với việc Publius Sulpicius Galba Maximus chỉ huy các hoạt động quân sự ở Apollonia.

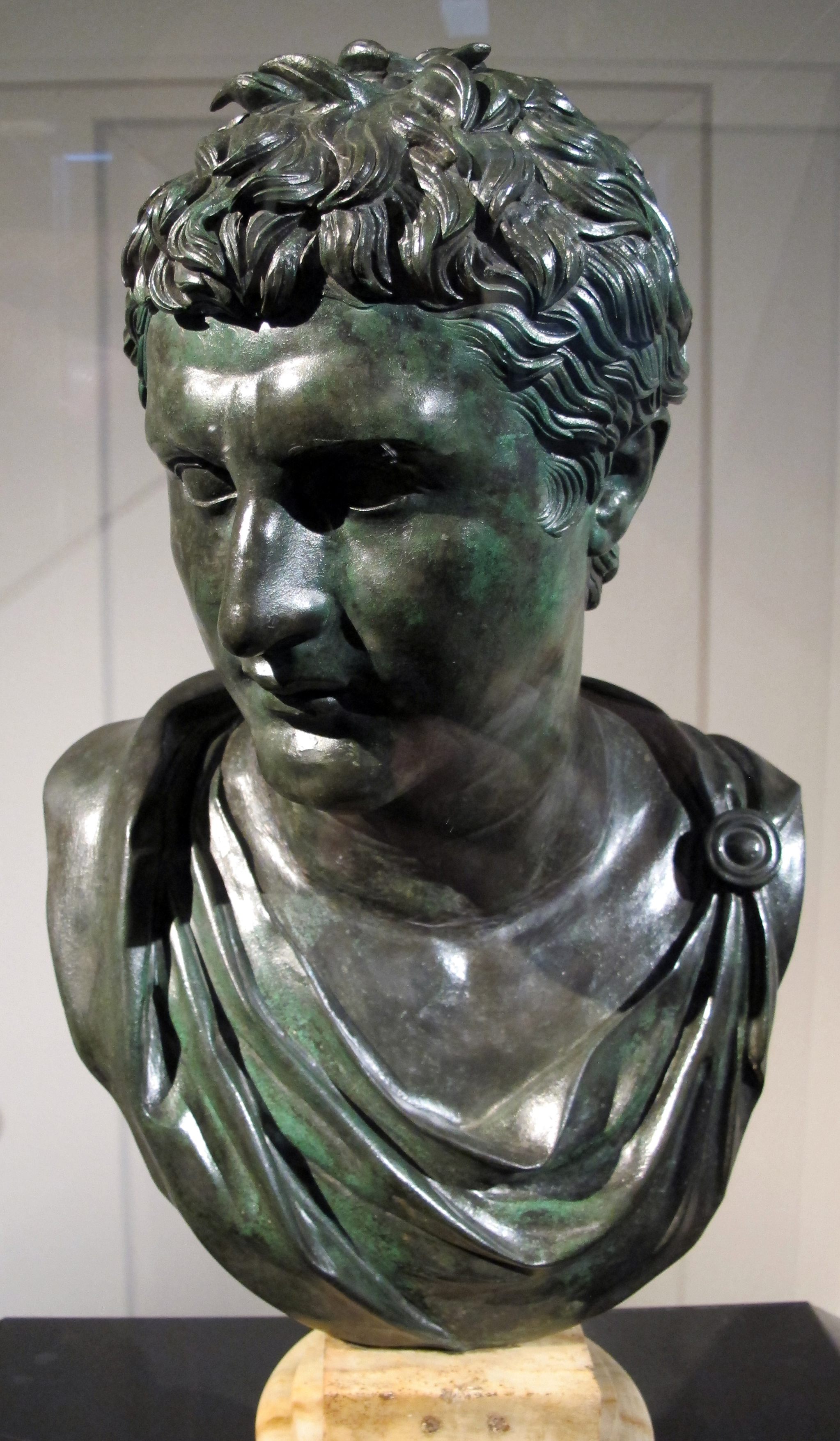
Bức tượng bán thân bằng đồng của Eumenes II của Pergamon, đây là bản sao La Mã của tác phẩm gốc được tạo ra vào thời kỳ Hy Lạp hóa, đến từ Điền trang giấy cói ở Herculaneum

Người Macedonia đã thành công trong việc bảo vệ lãnh thổ của họ trong khoảng gần hai năm, thế nhưng chấp chính quan La Mã Titus Quinctius Flamininus đã thành công trong việc đánh bật Philippos V khỏi Macedonia vào năm 198 TCN, buộc binh sĩ của ông phải thoái lui tới Thessaly. Khi liên minh Achaea phản bội lại người Macedonia và đứng về phía Rome, vị vua của Macedonia đã cầu hòa, nhưng bởi vì các điều khoản đưa ra được cho là quá khắc nghiệt, và vì thế cuộc chiến tranh vẫn tiếp tục diễn ra. Vào tháng 6 năm 197 TCN, người Macedonia đã bị đánh bại tại Trận Cynoscephalae. Rome sau đó đã thông qua một hiệp ước mà buộc Macedonia phải từ bỏ phần lớn những vùng lãnh thổ Hy Lạp của nó ngoại trừ chính Macedonia, trừ khi nó đóng vai trò là một vùng đệm để đề phòng các cuộc tấn công của người Illyria và Thracia vào Hy Lạp. Mặc dù một số người Hy Lạp nghi ngờ người La Mã có ý định thay thế Macedonia như là một thế lực bá chủ mới ở Hy Lạp, Flaminius đã tuyên bố tại thế vận hội Isthmia vào năm 196 TCN rằng Rome có ý định bảo toàn quyền tự do của người Hy Lạp bằng việc không để lại bất cứ đơn vị đồn trú nào và cũng không đòi hỏi cống nạp bằng bất cứ hình thức nào. Lời hứa hẹn của ông đã bị trì hoãn bởi những cuộc đàm phán với vị vua Sparta là Nabis, vào lúc đó ông ta đã chiếm Argos, tuy vậy người La Mã đã rút quân khỏi Hy Lạp vào năm 194 TCN.
Nhận được sự khuyến khích từ liên minh Aetolia và lời kêu gọi giải phóng Hy Lạp khỏi bàn tay của người La Mã từ họ, vị vua Seleukos Antiochos III đã đổ bộ cùng với quân đội của mình ở Demetrias, Thessaly, vào năm 192 TCN, và được người Aetolia bầu làm strategos. Macedonia, liên minh Achaea, và các thành bang Hy Lạp khác đã giữ sự liên minh của họ với Rome. Người La Mã sau đó đã đánh bại đế quốc Seleukos trong Trận Thermopylae vào năm 191 TCN và tiếp đó là trong trận Magnesia vào năm 190 TCN, điều này đã buộc nhà Seleukos phải trả một khoản bồi thường chiến tranh, phá hủy phần lớn hạm đội của họ, và từ bỏ yêu sách của họ đối với bất cứ vùng lãnh thổ nào nằm ở phía Bắc hoặc phía Tây của dãy núi Taurus theo hiệp ước Apamea vào năm 188 TCN. Được sự chấp nhận của Rome, Philippos V đã có thể chiếm được một vài thành phố ở miền trung Hy Lạp mà vốn đã liên minh với Antiochos III vào năm 191–189 TCN, trong khi đó Rhodes và Eumenes II (trị vì từ 197-159 TCN) của Pergamon đã giành được những vùng lãnh thổ ở Tiểu Á.
Thất bại trong việc làm vừa lòng tất cả các phe trong những cuộc tranh chấp lãnh thổ khác nhau, vào năm 184/183 TCN Viện nguyên lão La Mã đã quyết định buộc Philippos V phải từ bỏ Aenus và Maronea, bởi vì chúng đã được tuyên bố là các thành phố tự do theo hiệp ước Apamea. Điều này đã làm giảm bớt nỗi sợ hãi của Eumenes II rằng Macedonia có thể gây ra một mối đe dọa đối với những vùng đất của ông ta ở Hellespont. Perseus của Macedonia (trị vì từ 179-168 TCN) đã kế vị Philippos V và xử tử người em trai Demetrios của mình, ông ta vốn được lòng người La Mã nhưng lại bị Perseus buộc tội phản quốc. Perseus sau đó đã cố gắng thiết lập các liên minh hôn nhân với Prusias II của Bithynia và Seleukos IV Philopator của đế quốc Seleukos, cùng với đó là đã nối lại các mối quan hệ với Rhodes mà đã khiến cho Eumenes II cảm thấy vô cùng lo lắng. Mặc dù Eumenes II đã cố gắng làm suy yếu ngấm ngầm các mối quan hệ ngoại giao này, Perseus đã gây dựng một liên minh với liên minh Boeotia, mở rộng quyền lực của mình tới Illyria và Thrace, và vào năm 174 TCN, ông đã giành được vai trò quản lý ngôi đền Apollo tại Delphi với tư cách là một thành viên của hội đồng đại nghị liên bang.
Eumenes II đã đến Rome vào năm 172 TCN và đọc một bài diễn văn trước Viện nguyên lão để tố cáo sự vi phạm và các tội ác được quy cho là của Perseus. Điều này đã thuyết phục được Viện nguyên lão tuyên bố cuộc chiến tranh Macedonia lần thứ Ba (171–168 TCN). Mặc dù Perseus đã giành chiến thắng trước người La Mã tại trận Callinicus vào năm 171 TCN, quân đội Macedonia đã bị đánh bại tại trận Pydna vào tháng 6 năm 168 TCN. Perseus chạy trốn tới Samothrace nhưng ông đã đầu hàng ngay sau đó và bị đưa tới Rome cho lễ diễu binh chiến thắng của Lucius Aemilius Paullus Macedonicus, ông sau đó bị quản thúc tại Alba Fucens và qua đời tại đây vào năm 166 TCN. Người La Mã đã bãi bỏ chế độ quân chủ của Macedonia bằng cách thiết lập bốn nước cộng hòa đồng minh riêng biệt thay cho nó, thủ phủ của chúng đặt tại Amphipolis, Thessalonica, Pella, và Pelagonia. Người La Mã đã áp đặt các điều luật khắt khe ngăn cản những sự tiếp xúc về kinh tế và xã hội giữa các cư dân của những nước cộng hòa này, bao gồm cả việc cấm các cuộc hôn nhân giữa họ và (tạm thời) ngăn cấm việc khai thác vàng và bạc. Một người tên là Andriskos đã tự xưng là hậu duệ của nhà Antigonos, ông ta sau đó nổi dậy chống lại người La Mã và được tuyên bố là vua của Macedonia. Ông đã đánh bại một đạo quân La Mã dưới quyền của vị praetor Publius Juventius Thalna trong cuộc chiến tranh Macedonia lần thứ Tư (150–148 TCN). Bất chấp điều này, Andriskos đã bị đánh bại trong Trận Pydna lần thứ hai bởi Quintus Caecilius Metellus Macedonicus vào năm 148 TCN Tiếp sau sự kiện này, người La Mã đã hủy diệt Carthage vào năm 146 TCN và giành chiến thắng trước liên minh Achaea trong Trận Corinth, mở ra thời kỳ Hy Lạp thuộc La Mã và sự thiết lập từ từ của Tỉnh Macedonia của La Mã.

## Thể chế

### Phân cấp chính quyền

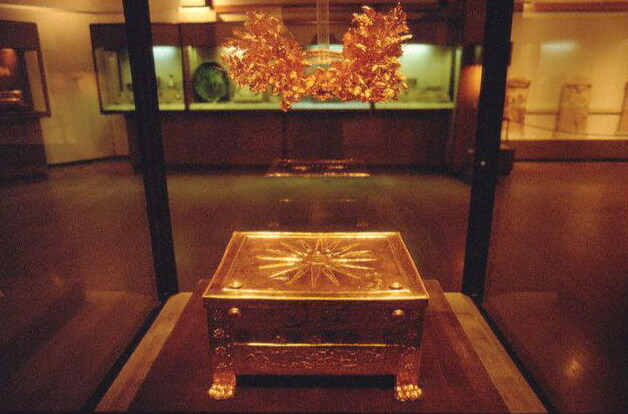
Mặt trời Vergina, ngôi sao 16 cánh trên larnax an táng hoàng gia của Philippos II của Macedonia (trị vì từ 359-336 TCN), nó được phát hiện trong ngôi mộ ở Vergina, trước kia là thành phố Aigai cổ đại

Đứng đầu chính quyền của Macedonia là nhà vua (basileos). Ít nhất là từ triều đại của Philippos II trở đi, nhà vua đã được trợ giúp bởi những người hầu hoàng gia (basilikoi paides), cận vệ (somatophylakes), các chiến hữu (hetairoi), những người bạn (philoi), một hội đồng mà bao gồm các thành viên của quân đội, và (trong thời kỳ Hy Lạp hóa) các quan tòa. Thiếu các bằng chứng cho thấy mức độ chia sẻ quyền lực của mỗi một nhóm trong số này với nhà vua hoặc là sự tồn tại của chúng đã có nền tảng trong một khuôn khổ hiến pháp chính thức. Trước triều đại của Philippos II, thể chế duy nhất được chứng minh bằng văn bản chứng từ đó là chế độ quân chủ.

### Vương quyền và triều đình hoàng gia
Chính quyền được biết đến đầu tiên của Macedonia cổ đại đó là chế độ quân chủ của nó, chế độ này kéo dài tới năm 167 TCN khi nó bị người La Mã bãi bỏ. Chế độ quân chủ cha truyền con nối của người Macedonia đã tồn tại ít nhất là từ thời kỳ Hy Lạp cổ xưa với gốc rễ là tầng lớp quý tộc Homer từ thời kỳ Mycenae. Thucydides viết rằng vào thời xa xưa, Macedonia được phân chia thành các bộ lạc địa phương nhỏ, mỗi bộ lạc lại có một tiểu vương, các bộ lạc thuộc Hạ Macedonia cuối cùng đã được thống nhất lại dưới quyền của một vị vua vĩ đại, người đã thể hiện quyền lực như là một vị chúa tể đối với các vị tiểu vương của Thượng Macedonia.Sự kế vị cha-con theo trực hệ đã bị phá vỡ sau vụ ám sát Orestes của Macedonia vào năm 396 TCN (được cho là dưới bàn tay của vị nhiếp chính và người kế vị của ông là Aeropos II của Macedonia), làm mờ mịt vấn đề đó là không rõ liệu rằng ở đây là chế độ con trai trưởng thừa kế theo truyền thống có sẵn hay là một hội đồng quân đội hoặc của người dân sẽ có quyền lập hiến được lựa chọn một vị vua khác. Chúng ta không rõ liệu rằng con trai của các hoàng hậu hoặc những người vợ người Macedonia có luôn luôn được ưu tiên hơn những người khác hay không bởi vì Archelaos I của Macedonia đã lên ngôi sau khi đã ám sát người thừa kế được chỉ định của cha mình, bản thân Archelaos là một người con trai của Perdiccas II của Macedonia với một nữ nô lệ.

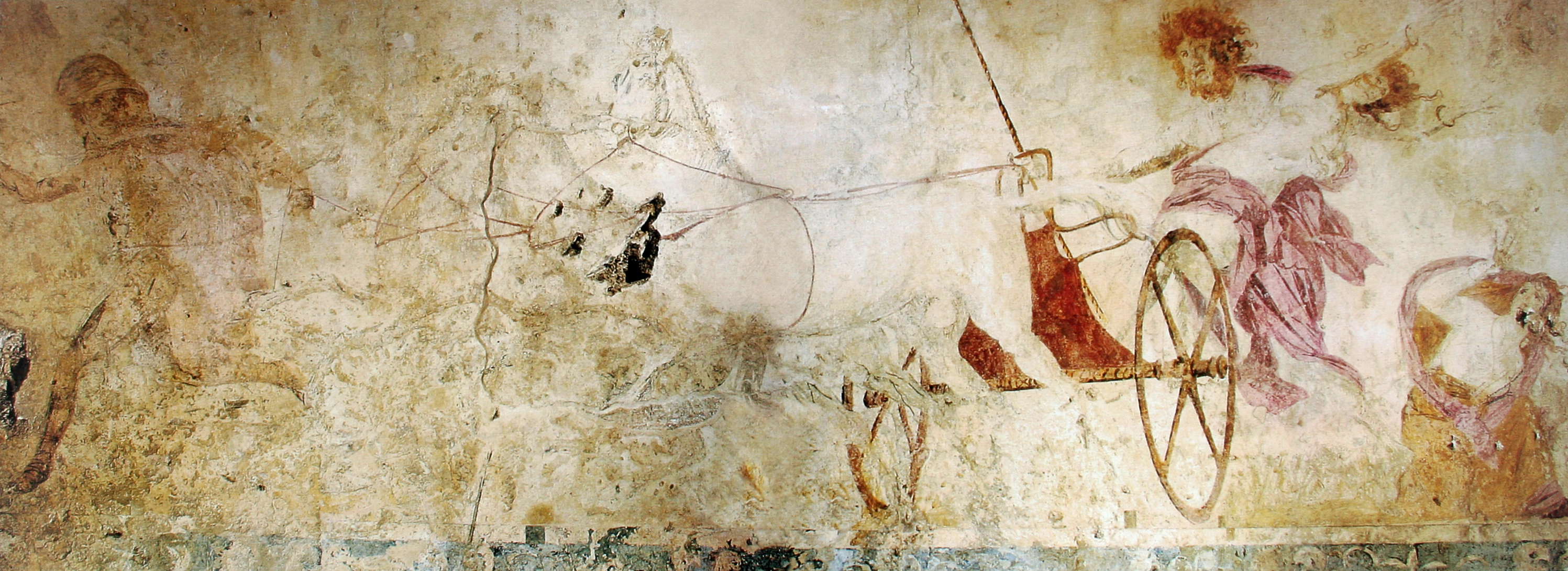
Hades bắt cóc Persephone, tranh tường trong một ngôi mộ hoàng gia Macedonia nhỏ ở Vergina, Macedonia, Hy Lạp, khoảng năm 340 TCN

Chúng ta biết được rằng các vị vua Macedonia trước thời Philippos II đã nắm giữ những đặc quyền và thực hiện trách nhiệm tiếp đãi những sứ thần ngoại quốc, quyết định chính sách đối ngoại của vương quốc, và đàm phán liên minh với những cường quốc ngoại bang. Sau chiến thắng của người Hy Lạp ở Salamis vào năm 480 TCN, vị tướng người Ba Tư là Mardonius đã phái Alexandros I của Macedonia tới Athens với tư cách là một đại diện ngoại giao chính để dàn xếp một liên minh giữa đế quốc Achaemenes và Athens. Quyết định phái Alexandros được dựa trên sự thông gia của ông với một gia đình quý tộc Ba Tư và mối quan hệ chính thức trước đây của ông với thành bang Athens. Với việc nắm giữ các nguồn tài nguyên tự nhiên bao gồm vàng, bạc, gỗ và những vùng đất đai thuộc hoàng gia, các vị vua Macedonia thời kỳ đầu cũng còn có khả năng mua chuộc các phe phái trong nước và ngoại quốc bằng những món quà ấn tượng.
Có ít thông tin được biết đến về hệ thống pháp luật của Macedonia cổ đại ngoại trừ việc nhà vua giữ vai trò là thẩm phán tối cao của vương quốc. Các vị vua Macedonia cũng là Tổng tư lệnh của quân đội. Philippos II cũng còn được đánh giá cao nhờ vào những hành động mộ đạo của mình trong vai trò như là tư tế tối cao của quốc gia. Ông đã thực hiện các nghi lễ hiến hế hàng ngày và dẫn dắt những lễ hội tôn giáo. Alexandros đã bắt chước nhiều khía cạnh khác nhau của triều đại người cha của mình, chẳng hạn như ban tặng đất đai và các món quà cho những quý tộc trung thành, nhưng ông cũng đã đánh mất sự ủng hộ của những người chủ chốt trong số họ vì đã chấp nhận một số lễ phục của một vị quân chủ Phương Đông, Ba Tư, một "chúa tể và chủ nhân" như Carol J. King đề xuất, thay vì của một "người chiến hữu" giống như mối quan hệ truyền thống của các vị vua Macedonia với những chiến hữu của họ. Cha của Alexandros, Philippos II, có lẽ đã chịu ảnh hưởng từ các truyền thống của người Ba Tư khi ông áp dụng các thể chế tương tự như các cơ quan ở trong vương quốc Achaemenes, chẳng hạn như là có một thư ký hoàng gia, kho lưu trữ hoàng gia, những người hầu hoàng gia, và một ngai vàng.

### Những người hầu hoàng gia
Những người hầu hoàng gia là các cậu bé và những thiếu niên được triệu tập theo nghĩa vụ từ các gia đình quý tộc và phục vụ các vị vua Macedonia có lẽ là từ triều đại của Philippos II trở đi, mặc dù vậy bằng chứng chắc chắn hơn cho điều này có niên đại là vào triều đại của Alexandros Đại đế. Những người hầu hoàng gia đóng vai trò gián tiếp trong các hoạt động chính trị quan trọng và việc được triệu tập theo nghĩa vụ có vai trò như là một dự định để cho họ bước đầu làm quen với đời sống chính trị. Sau một thời gian huấn luyện và phụng sự, những người hầu này được kỳ vọng sẽ trở thành một trong những chiến hữu và tùy tùng cá nhân của nhà vua. Trong suốt quá trình huấn luyện của họ, những người hầu được kỳ vọng sẽ bảo vệ nhà vua khi ông yên giấc, dắt ngựa cho nhà vua, giúp nhà vua cưỡi ngựa, tháp tùng nhà vua trong các chuyến đi săn hoàng gia, và phụng sự nhà vua trong symposia (tức là các buổi tiệc rượu). Mặc dù có ít các bằng chứng về những người hầu hoàng gia vào thời kỳ nhà Antigonos, chúng ta biết được rằng một số người trong số họ đã bỏ chạy cùng với Perseus của Macedonia tới Samothrace sau thất bại của ông trước người La Mã vào năm 168 TCN.

### Cận vệ
Các cận vệ hoàng gia đảm nhiệm vai trò là các thành viên thân cận nhất của nhà vua tại triều đình và trên chiến trường. Họ được chia thành hai nhóm: agema của hypaspistai, một kiểu lực lượng đặc nhiệm cổ đại thường có số lượng vài trăm người, và một nhóm nhỏ hơn được đích thân nhà vua lựa chọn căn cứ vào những phẩm chất cá nhân của mỗi người hoặc là để tôn vinh những gia đình quý tộc mà họ xuất thân từ đó. Do đó, lực lượng cận vệ, bị giới hạn về số lượng và hình thành nên nhóm thân tín của nhà vua, không phải lúc nào cũng chịu trách nhiệm cho việc bảo vệ sinh mạng của nhà vua khi ở trong hoặc ngoài chiến trường; tước hiệu và chức vụ của họ là một biểu hiện của sự ưu tú nhiều hơn, có lẽ được sử dụng để chế ngự sự ganh đua giữa các gia đình quý tộc.

### Chiến hữu, những người bạn, hội đồng, và các cuộc họp
Các chiến hữu, bao gồm lực lượng chiến hữu kỵ binh và lực lượng bộ binh pezhetairoi tinh nhuệ, về cơ bản đại diện cho một nhóm lớn hơn những cận vệ của nhà vua. Những người được tin cậy nhất hoặc những chiến hữu có cấp bậc cao nhất hình thành nên một hội đồng mà giữ vai trò như là một ban cố vấn cho nhà vua. Một số lượng nhỏ các bằng chứng cho thấy sự tồn tại của một hội đồng quân sự trong thời chiến và một hội đồng nhân dân trong thời bình.
Các thành viên của hội đồng có quyền phát biểu một cách tự do, và mặc dù không có bằng chứng trực tiếp cho thấy rằng họ đã bỏ phiếu cho các vấn đề của nhà nước, một điều rõ ràng rằng đôi khi nhà vua ít nhất là đã chịu sức ép phải đồng ý với yêu cầu của họ. Hội đồng rõ ràng đã được trao quyền xét xử các vụ án phản quốc và ấn định hình phạt cho họ, chẳng hạn như Alexandros Đại đế đã đóng vai trò như là công tố viên trong phiên tòa xét xử và kết án ba người bị cáo buộc có liên quan đến âm mưu ám sát người cha của ông (trong khi những người khác đã được tuyên bố trắng án). Tuy nhiên, có lẽ là không đủ bằng chứng để cho phép kết luận rằng các hội đồng và hội nghị lập pháp thường xuyên được duy trì hoặc có cơ sở hợp hiến vững chắc, hoặc rằng những quyết định của họ luôn được nhà vua chú ý. Ngay sau khi Alexandros qua đời, các chiến hữu đã ngay lập tức tổ chức một hội đồng để nắm quyền kiểm soát đế quốc của ông, nhưng nó đã sớm trở nên mất ổn định bởi sự cạnh tranh và xung đột nổ ra giữa các thành viên của nó. Quân đội cũng sử dụng binh biến như là một công cụ để đạt được các mục đích chính trị.

### Quan tòa, khối thịnh vượng chung, chính quyền địa phương, và các quốc gia đồng minh
Các vị vua nhà Antigonos của Macedonia đã dựa vào những vị quan lại địa phương khác nhau để quản lý các công việc của nhà nước. Họ bao gồm các quan chức cấp cao của thành phố, chẳng hạn như vị strategos phụ trách quân sự và vị politarch, tức là vị tổng đốc được bầu chọn (archon) của một thành phố lớn (polis), cũng như chức vụ tôn giáo-chính trị là epistates. Không có bằng chứng còn sót lại nào về lai lịch cá nhân của các vị quan chức này, mặc dù vậy họ có thể được chọn trong số những nhóm quý tộc philoi và hetairoi, họ đã được bổ nhiệm thế chỗ cho các tướng lĩnh quân đội.
Ở Athens cổ đại, chế độ dân chủ của Athen đã được khôi phục trong ba lần khác nhau sau khi thành phố bị chinh phục lần đầu tiên bởi Antipatros vào năm 322 TCN. Khi nó liên tục nằm dưới sự cai trị của người Macedonia, nó đã bị cai trị bởi một chế độ đầu sỏ do người Macedonia dựng nên bao gồm những công dân giàu có nhất của thành bang. Những thành bang khác đã được đối xử theo cách hoàn toàn khác và được cho phép có một mức độ tự chủ lớn hơn. Sau khi Philippos II chinh phục Amphipolis vào năm 357 TCN, thành phố này đã được phép giữ lại chế độ dân chủ của nó, bao gồm hiến pháp của nó, hội đồng nhân dân, hội đồng thành phố (boule), và các cuộc bầu cử những vị quan chức mới hàng năm, nhưng một đội quân đồn trú người Macedonia đã được bố trí bên trong các bức tường của thành phố cùng với một viên tham tán hoàng gia người Macedonia (epistates) để giám sát các vấn đề chính trị của thành phố. Philippi, thành phố được Philippos II thành lập, là thành phố duy nhất trong khối thịnh vương chung Macedonia mà có một chính quyền dân chủ với hội đồng nhân dân, bởi vì hội đồng (ecclesia) của Thessaloniki, trong thực tế dường như chỉ có vai trò hình thức. Một số thành phố cũng duy trì các khoản thu hàng năm của họ. Các vị vua của Macedonia và chính quyền trung ương quản lý các khoản thu được phát sinh từ những ngôi đền và tầng lớp tư tế.
Trong khối thịnh vương chung Macedonia, một số bằng chứng từ thế kỷ thứ 3 TCN chỉ ra rằng các quan hệ ngoại giao với nước ngoài đã được quản lý bởi chính quyền trung ương. Mặc dù mỗi một thành phố Macedonia trên danh nghĩa là đã tham gia vào các sự kiện toàn Hy Lạp với tư cách là một thực thể độc lập, trong thực tế, việc cấp asylia (bất khả xâm phạm, miễn trừ ngoại giao, và quyền ẩn náu tại những nơi tôn nghiêm) cho các thành phố nhất định đã được xử lý trực tiếp bởi nhà vua. Tương tự, các thành bang Hy Lạp nằm trong koina Hy Lạp cùng thời (tức là liên bang của các thành bang, sympoliteia) tuân theo các nghị định được bỏ phiếu tập thể bởi các thành viên của liên minh. Trong các thành bang thuộc một liên minh hoặc liên bang, việc cấp proxenia (tức là việc tiếp đãi các sứ thần ngoại quốc) thường là một quyền được chia sẻ bởi chính quyền địa phương và trung ương. Nhiều bằng chứng còn sót lại cho thấy việc cấp proxenia là đặc quyền duy nhất của chính quyền trung ương ở trong liên minh Ipiros, và một số bằng chứng cho thấy sự sắp đặt tương tự ở trong khối thịnh vượng chung Macedonia. Các thành bang mà đã liên minh với Macedonia ban hành các nghị định liên quan đến proxenia của riêng họ. Các liên minh ngoại quốc cũng thiết lập liên minh với các vị vua Macedonia, chẳng hạn như liên minh Crete đã ký các hiệp ước với Demetrios II Aetolicos và Antigonos III Doson bảo đảm sự cung cấp lính đánh thuê Crete cho quân đội Macedonia, và bầu chọn Philippos V của Macedonia là quan nhiếp chính danh dự (prostates) của liên minh.

### Quân đội

#### Quân đội Macedonia thời kỳ đầu
Cấu trúc cơ bản của quân đội Macedonia cổ đại là sự phân chia giữa lực lượng chiến hữu kỵ binh (hetairoi) và lực lượng chiến hữu bộ binh (pezhetairoi), được tăng cường thêm bởi các đội quân đồng minh khác nhau, các binh sĩ ngoại quốc được tuyển mộ, và lính đánh thuê. Lực lượng chiến hữu bộ binh có lẽ đã tồn tại từ triều đại của Alexandros I của Macedonia. Kỵ binh Macedonia, mặc áo giáp cơ bắp, đã trở nên nổi tiếng trong và sau khi họ tham gia vào cuộc chiến tranh Peloponnesus, vào thời điểm đó họ đứng về phía Athens hoặc Sparta. Bộ binh Macedonia trong thời kỳ này bao gồm những người chăn cừu và nông dân được huấn luyện nghèo nàn, trong khi lực lượng kỵ binh bao gồm các quý tộc. Dựa vào các chứng cứ là những tác phẩm nghệ thuật thuộc giai đoạn đầu thế kỷ thứ 4 TCN, có một ảnh hưởng rõ rệt từ người Sparta đối với quân đội Macedonia trước thời Philippos II. Nicholas Viktor Sekunda tuyên bố rằng vào giai đoạn đầu triều đại của Philippos II vào năm 359 TCN, quân đội Macedonia bao gồm 10,000 bộ binh và 600 kỵ binh, thế nhưng Malcolm Errington cảnh báo rằng những con số được các tác giả cổ đại trích dẫn nên được xem xét với sự hoài nghi nhất định.

#### Philippos II và Alexandros Đại đế
Sau khi dành nhiều năm làm một con tin chính trị ở Thebes, Philippos II đã cố gắng mô phỏng các bài tập quân sự mẫu của người Hy Lạp và phát những trang bị tiêu chuẩn cho các dân binh, và đã thành công trong việc biến quân đội Macedonia từ một đạo quân được tuyển mộ từ những người nông dân thành một đạo quân được huấn luyện tốt, một đạo quân chuyên nghiệp. Philippos II đã áp dụng một số chiến thuật quân sự từ kẻ thù của mình, chẳng hạn như là đội hình kỵ binh embolon từ người Scythia. Lực lượng bộ binh của ông sử dụng những chiếc khiên peltai thay thế cho những chiếc khiên kiểu hoplon trước đó, họ được trang bị với những chiếc mũ giáp bảo vệ, giáp bảo vệ chân, và cả áo giáp bảo vệ thân hoặc các dải băng quanh bụng kotthybos, cùng với những ngọn giáo sarissa và một dao găm là vũ khí phụ. Lực lượng bộ binh hypaspistai tinh nhuệ, bao gồm những người lính được tuyển chọn từ hàng ngũ pezhetairoi, được thành lập dưới triều đại của Philippos II và được tiếp tục sử dụng dưới triều đại của Alexandros Đại đế. Philippos II cũng là người thiết lập nên lực lượng cận vệ hoàng gia (somatophylakes).
Về phần đội quân chiến đấu tầm xa trang bị nhẹ của mình, Philippos II đã tuyển mộ lực lượng đánh thuê là các cung thủ Crete cũng như những lính phóng lao, lính ném đá, và cung thủ người Thrace, Paeonia, và Illyrii. Ông cũng chiêu mộ các kỹ sư chẳng hạn như Polyidos của Thessaly và Diades của Pella, những người có tài năng trong việc xây dựng các vũ khí công thành tiên tiến và những cỗ pháo mà có thể bắn những mũi tên lớn. Sau khi giành được các mỏ dồi dào ở Krinides (được đổi tên thành Philippi), ngân khố hoàng gia đã có đủ khả năng để đưa ra chiến trường một đạo quân chuyên nghiệp thường trực. Nguồn thu của nhà nước tăng lên dưới triều đại của Philippos II đã cho phép người Macedonia xây dựng một hạm đội nhỏ lần đầu tiên, mà bao gồm các tàu trireme.
Đơn vị kỵ binh người Macedonia duy nhất được chứng thực dưới thời Alexandros là lực lượng chiến hữu kỵ binh, tuy vậy ông đã thành lập một lực lượng chiến hữu kỵ binh hipparchia (tức là một đơn vị gồm vài trăm kỵ binh) mà bao gồm toàn bộ là người Ba Tư trong giai đoạn tiến hành chiến dịch ở châu Á. Khi tiến quân tới châu Á, Alexandros đã mang theo 1,800 kỵ binh từ Macedonia, 1,800 kỵ binh từ Thessaly, 600 kỵ binh từ những vùng đất còn lại của Hy Lạp, và 900 kỵ binh prodromoi từ Thrace. Antipatros đã có thể nhanh chóng xây dựng một lực lượng gồm 600 kỵ binh bản địa người Macedonia để tham gia vào cuộc chiến tranh Lamia khi nó nổ ra vào năm 323 TCN. Những thành viên tinh nhuệ nhất trong lực lượng hypaspistai của Alexandros được gọi là agema, và một thuật ngữ mới cho hypaspistai đã được nảy sinh ra sau trận Gaugamela vào năm 331 TCN: argyraspides (những chiếc khiên bạc). Lực lượng này tiếp tục phụng sự sau giai đoạn triều đại của Alexandros Đại đế và có thể có nguồn gốc châu Á. Về tổng thể, lực lượng bộ binh phalanx sử dụng giáo của ông có số lượng khoảng 12,000 người, 3,000 trong số đó là lực lượng hypaspistai tinh nhuệ và 9,000 là pezhetairoi. Alexandros tiếp tục sử dụng các cung thủ Crete và đưa thêm lực lượng cung thủ bản địa người Macedonia vào quân đội. Sau trận Gaugamela, các cung thủ có gốc Tây Á đã trở nên phổ biến.

#### Quân đội nhà Antigonos

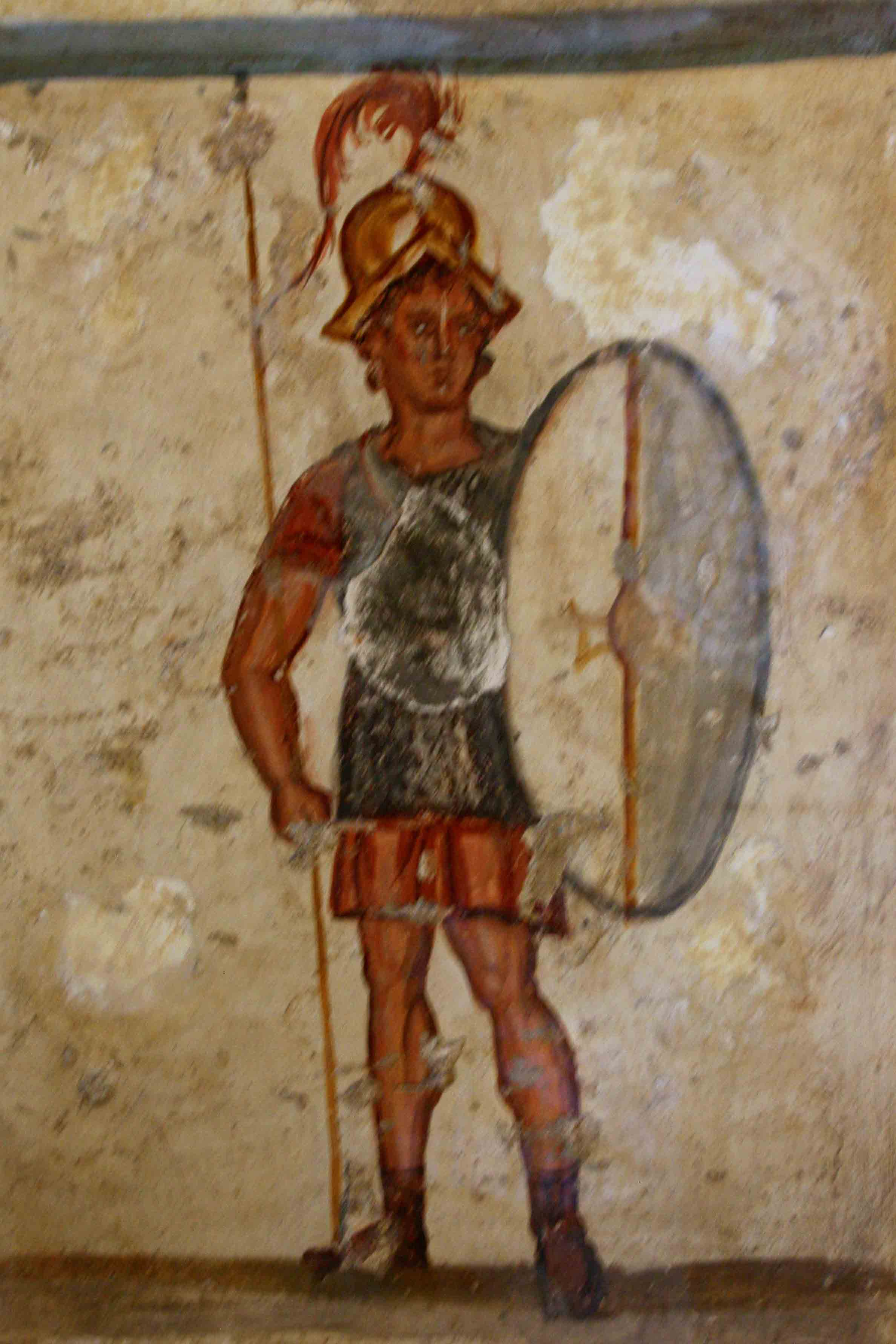
Bức tranh tường về một người lính Macedonia (thorakites), mặc một áo giáp lưới và mang một chiếc khiên thureos, Thế kỷ thứ 3 TCN, bảo tàng khảo cổ học İstanbul

Quân đội Macedonia đã tiếp tục phát triển dưới thời nhà Antigonos. Người ta không rõ liệu có bao nhiêu người đã được chọn làm somatophylakes, có tám người trong lực lượng này vào giai đoạn cuối triều đại của Alexandros Đại đế, trong khi lực lượng hypaspistai dường như đã bị biến thành lực lượng hỗ trợ cho somatophylakes. Tại trận Cynoscephalae vào năm 197 TCN, người Macedonia đã chỉ huy khoảng 16,000 lính giáo phalanx. Đội kỵ binh chiến hữu hoàng gia của Alexandros Đại đế gồm 800 người, bằng số lượng kỵ binh trong đội kỵ binh thần thánh (tiếng Latin: sacra ala; tiếng Hy Lạp: hiera ile) được Philippos V của Macedonia chỉ huy trong cuộc chiến tranh Đồng Minh vào năm 219 TCN. Lực lượng kỵ binh chính quy người Macedonia có số lượng 3,000 người tại Callinicus, nó tách biệt với lực lượng kỵ binh thần thánh và kỵ binh hoàng gia. Trong khi các kỵ binh Macedonia vào thế kỷ thứ 4 chiến đấu mà không cần khiên, người Macedonia sau đó đã bắt chước sử dụng khiên cho kỵ binh từ những người Celt xâm lược vào thập niên 270 TCN, họ sau đó đã định cư ở Galatia, ở khu vực trung tâm Anatolia.
Nhờ vào những bản khắc đương thời đến từ Amphipolis và Greia có niên đại lần lượt vào năm 218 và 181 TCN, các nhà sử học đã có thể dựng lại một phần nào đó tổ chức của quân đội nhà Antigonos dưới thời Philippos V. Ít nhất là từ triều đại của Antigonos III Doson trở đi, lực lượng bộ binh tinh nhuệ nhất dưới thời nhà Antigonos là lực lượng peltast, những người lính trang bị nhẹ hơn và cơ động hơn sử dụng những ngọn lao peltai, gươm, và một chiếc khiên đồng nhỏ hơn những chiếc khiên của những người lính phalanx Macedonia. Trong lực lượng peltast, khoảng gần 2,000 người được lựa chọn để phục vụ trong lực lượng tinh nhuệ tiên phong agema, cùng với các peltast khác với số lượng khoảng 3,000. Số lượng peltast biến đổi theo thời kỳ nhưng có lẽ chưa bao giờ vượt quá 5,000 người. Họ đã chiến đấu bên cạnh những người lính phalanx mà lúc này được chia thành các đội quân chalkaspides (khiên đồng) và leukaspides (khiên trắng).
Các vị vua nhà Antigonos của Macedonia đã tiếp tục mở rộng và trang bị lực lượng hải quân. Kassandros đã duy trì một hạm đội nhỏ tại Pydna, Demetrios I của Macedonia có một hạm đội ở Pella, và Antigonos II Gonatas, trong thời kỳ đảm nhiệm vai trò như là một vị tướng cho Demetrios ở Hy Lạp, đã sử dụng hạm đội để giữ những pháo đài của người Macedonia ở Demetrias, Chalkis, Piraeus, và Corinth. Hải quân đã được phát triển đáng kể trong cuộc chiến tranh Chremonides (267–261 TCN), điều này cho phép hải quân Macedonia đánh bại hải quân Ai Cập của nhà Ptolemaios trong trận Cos vào năm 255 TCN và Trận Andros vào năm 245 TCN và cho phép mở rộng ảnh hưởng của người Macedonia lên toàn bộ quần đảo Cyclades. Antigonos III Doson đã sử dụng hải quân Macedonia để xâm lược Caria, trong khi Philippos V phái 200 tàu tham gia vào trận Chios vào năm 201 TCN. Hải quân Macedonia đã bị cắt giảm xuống còn 6 tàu theo hiệp ước hòa bình vào năm 197 TCN để kết thúc cuộc chiến tranh Macedonia lần thứ hai với cộng hòa La Mã, mặc dù vậy Perseus của Macedonia đã nhanh chóng tập hợp được một số tàu lemboi vào thời điểm cuộc chiến tranh Macedonia lần thứ ba bùng nổ vào năm 171 TCN.

## Xã hội và văn hóa

### Ngôn ngữ
Sau khi được chấp thuận là ngôn ngữ của triều đình dưới triều đại của Philippos II của Macedonia, các tác giả Macedonia cổ đại đã viết những tác phẩm của mình bằng tiếng Hy Lạp Koine, lingua franca vào giai đoạn cuối của thời kỳ Cổ Điển và ở Hy Lạp thời kỳ Hy Lạp hóa. Bằng chứng hiếm hoi bằng văn bản chỉ ra rằng tiếng Macedonia bản địa là một thổ ngữ của tiếng Hy Lạp tương tự như tiếng Hy Lạp Thessaly và tiếng Hy Lạp tây bắc, hoặc là một ngôn ngữ có họ hàng gần gũi với tiếng Hy Lạp. Đa phần các bản khắc còn sót lại từ thời kỳ Macedonia cổ đại đều được viết bằng tiếng Hy Lạp Attic và ngôn ngữ kế tục của nó là tiếng Koine. Tiếng Hy Lạp Attic (và tiếng Koine sau này) là ngôn ngữ thường được sử dụng bởi quân đội Macedonia cổ đại, mặc dù vậy chúng ta biết được rằng Alexandros Đại đế đã từng hét to một mệnh lệnh khẩn cấp bằng tiếng Macedonia cho các cận vệ của ông trong bữa tiệc rượu mà ông giết Cleitos Đen. Tiếng Macedonia đã biến mất trong thời kỳ Hy Lạp hóa hoặc là vào thời kỳ La Mã, và hoàn toàn bị thay thế bằng tiếng Hy Lạp Koine.

### Tín ngưỡng tôn giáo và các tục lệ mai táng

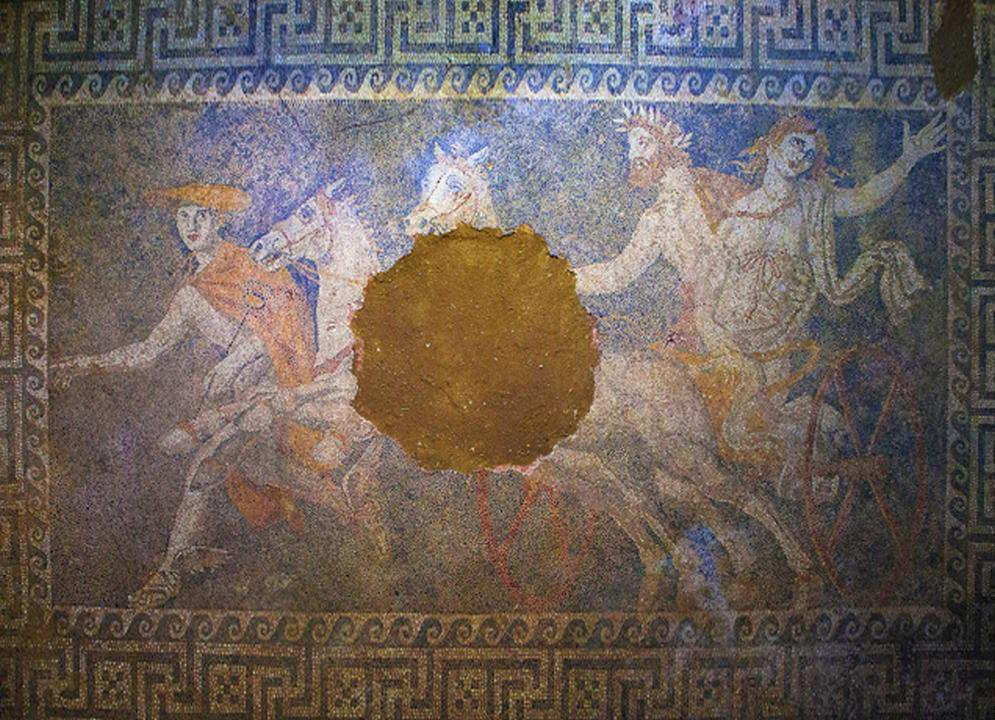
Một bức tranh khảm trong ngôi mộ Kasta ở Amphipolis miêu tả cảnh thần Pluto bắt cóc Persephone, thế kỷ thứ 4 TCN

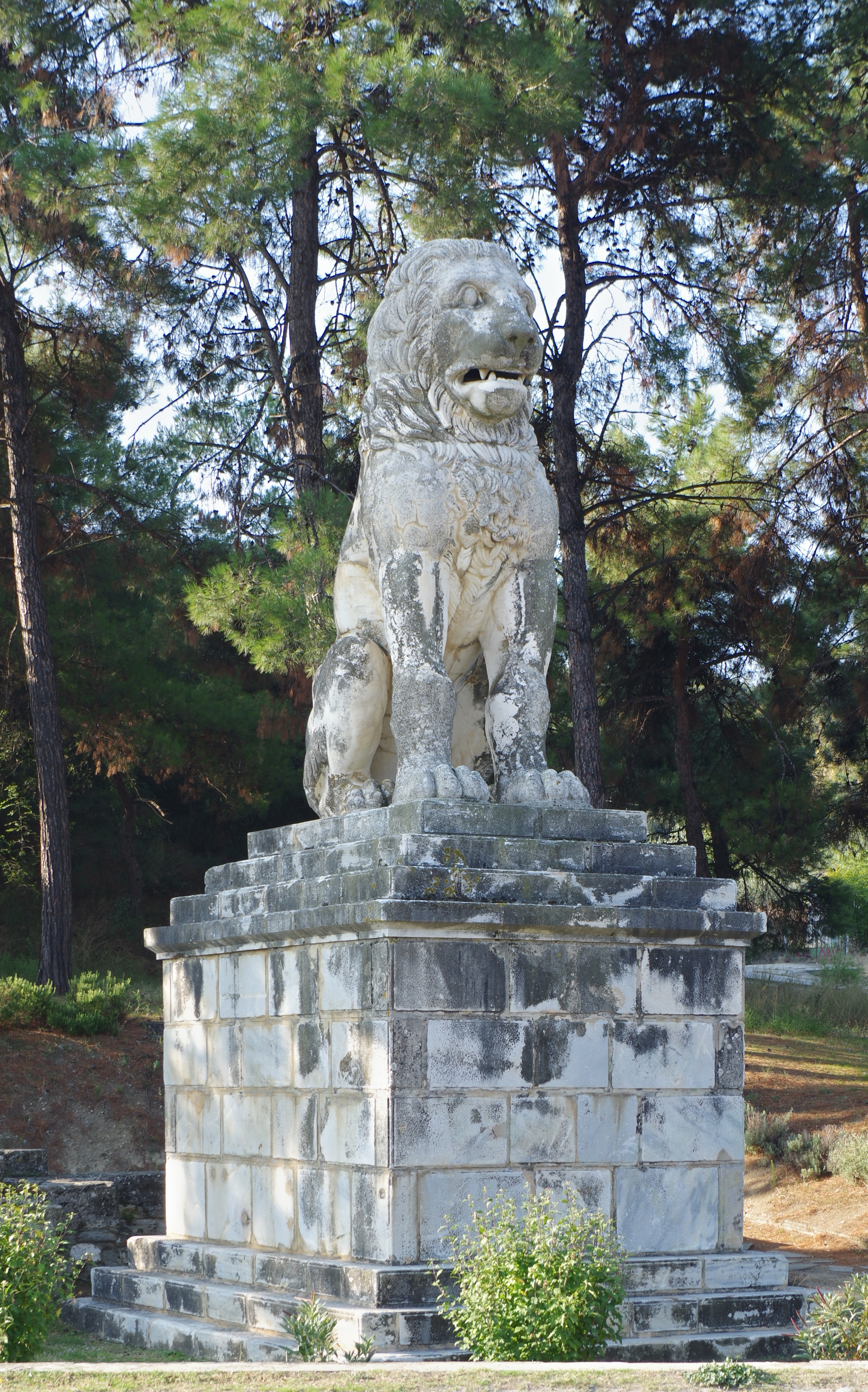
Sư tử Amphipolis ở Amphipolis, miền Bắc Hy Lạp, một ngôi mộ điêu khắc bằng đá cẩm thạch có niên đại thế kỷ thứ 4 TCN nó được dựng để tôn vinh Laomedon của Mytilene, một vị tướng phụng sự dưới quyền Alexandros Đại đế

Vào thế kỷ thứ 5 TCN, người Macedonia và những người Hy Lạp ở phía nam ít nhiều đã thờ cúng cùng các vị thần trong hệ thống các vị thần Hy Lạp. Ở Macedonia, các chức vụ chính trị và tôn giáo thường đan xen. Chẳng hạn, người đứng đầu thành phố Amphipolis cũng giữ vai trò là tư tế của thần Asklepios, vị thần y học của người Hy Lạp; một cơ cấu tương tự cũng đã tồn tại ở thành phố Kassandreia, tại đây vị tư tế của giáo phái tôn vinh người sáng lập nên thành phố là Kassandros cũng là người đứng đầu trên danh nghĩa của thành phố. Điện thờ chính của thần Zeus đã được duy trì ở Dion, trong khi một cái khác ở Veria được dành riêng cho Herakles và được vua Demetrios II Aetolikos (trị vì từ 239-229 TCN) bảo trợ. Trong khi đó, các giáo phái ngoại quốc từ Ai Cập đã được triều đình hoàng gia ủng hộ, chẳng hạn như ngôi đền Sarapis tại Thessaloniki. Người Macedonia cũng còn có các mối liên hệ với những giáo phái "quốc tế"; ví dụ như các vị vua Macedonia Philippos III của Macedonia và Alexandros IV của Macedonia đã dâng tặng những lễ vật tạ ơn cho quần thể đền thờ Samothrace của giáo phái thần bí Cabeiri.
Trong ba ngôi mộ hoàng gia ở Vergina, các họa sĩ lành nghề đã trang trí những bức tường bằng một cảnh thần thoại về việc thần Hades bắt cóc nữ thần Persephone và các cảnh đi săn hoàng gia, ngoài ra những món đồ tùy táng xa hoa bao gồm vũ khí, áo giáp, các chiếc chén uống rượu, và những đồ vật cá nhân đã được chôn cất cùng với người chết, thi hài của họ được hỏa táng trước khi được chôn cất trong các quan tài vàng. Một số đồ tùy táng và trang trí vốn phổ biến trong các ngôi mộ Macedonia khác, thế nhưng một số đồ vật được tìm thấy ở Vergina rõ ràng lại gắn liền với hoàng gia, bao gồm một vương miện, các đồ vật xa xỉ, và vũ khí cùng áo giáp. Các học giả đã tranh luận về danh tính những người chủ nhân của các ngôi mộ kể từ lúc phát hiện ra tro cốt của họ vào năm 1977–1978, và nghiên cứu mới đây cùng với khám nghiệm pháp y đã đi đến kết luận rằng ít nhất một trong số những người được an táng ở đây là Philippos II. Nằm gần ngôi Mộ thứ nhất là tàn tích còn lại của một heroon, một ngôi đền dành cho các nghi lễ thờ cúng người chết. Vào năm 2014, Ngôi mộ Kasta đã được phát hiện ở ngoài rìa của Amphipolis và là ngôi mộ cổ đại lớn nhất được tìm thấy ở Hy Lạp (tới năm 2017).

### Kinh tế và các tầng lớp xã hội
Những người Macedonia trẻ tuổi thường được cho là đã tham gia vào việc đi săn và đấu võ mà vốn là một hệ quả phụ sinh ra từ lối sống thay đổi bãi chăn nuôi theo mùa trong quá trình chăn thả các loài gia súc chẳng hạn như cừu và dê, trong khi đó nhân giống ngựa và chăn nuôi bò cũng là những nghề phổ biến khác. Một số người Macedonia lại làm nông, các hoạt động thủy lợi, khai hoang, và trồng trọt hay thường được hỗ trợ bởi chính quyền Macedonia. Nền kinh tế Macedonia và tài chính của nhà nước chủ yếu được hậu thuẫn nhờ vào việc khai thác gỗ và khai thác những kim loại giá trị chẳng hạn như là đồng, sắt, vàng, và bạc. Việc biến đổi những nguyên liệu này thành những sản phẩm hoàn chỉnh và việc bán những sản phẩm đó đã khuyến khích sự phát triển của các trung tâm đô thị và dần dần thay đổi lối sống mộc mạc của người Macedonia trong suốt thế kỷ thứ 5 TCN.
Nhà vua Macedonia là một nhân vật chuyên chế đứng đầu chính quyền và xã hội, với quyền lực được cho là vô hạn để quản lý các vấn đề của nhà nước và chính sách công, nhưng ông còn là nhà lãnh đạo của một hê thống cai trị mang tính cá nhân cao độ với những mối quan hệ gần gũi hoặc họ hàng với hetairoi của ông, lực lượng nòng cốt của tầng lớp quý tộc Macedonia. Những quý tộc này chỉ đứng sau nhà vua về quyền lực và đặc quyền, họ nắm giữ các cấp bậc trong chính quyền của nhà vua và giữ vai trò là các sĩ quan chỉ huy trong quân đội.Các vương quốc Hy Lạp hóa kế tục đế quốc của Alexandros thì lại có hệ thống cai trị mang tính quan liêu nhiều hơn với sự di động xã hội lớn hơn dành cho các thành viên của xã hội trong quá trình tìm cách gia nhập vào tầng lớp quý tộc, đặc biệt là ở Ai Cập dưới thời nhà Ptolemaios. Mặc dù được cai trị bởi một vị vua và tầng lớp quý tộc thượng võ, Macedonia dường như không sử dụng nô lệ rộng rãi giống như các quốc gia Hy Lạp cùng thời.

### Nghệ thuật thị giác
Dưới triều đại của Archelaos I vào thế kỷ thứ 5 TCN, tầng lớp thượng lưu người Macedonia cổ đại đã đón nhận các phong tục tập quán và truyền thống nghệ thuật từ những vùng đất khác của Hy Lạp trong khi vẫn lưu giữ các nghi thức tang lễ từ xa xưa có lẽ là từ thời kỳ Homer mà tiếp nối bởi tiệc rượu đêm, chúng được đặc trưng bởi các đồ vật chẳng hạn như là những krater bằng kim loại được trang trí mà chứa tro cốt của các quý tộc Macedonia đã khuất trong ngôi mộ của họ. Trong số này, chiếc krater lớn bằng đồng đến từ một ngôi mộ thế kỷ thứ 4 TCN ở Thessaloniki có tên gọi là Derveni Krater đã được trang trí bằng cảnh tượng thần Dionysos và đoàn tùy tùng của ông ta, nó thuộc về một quý tộc từng phục vụ trong quân đội. Các tác phẩm nghệ thuật bằng kim loại của người Macedonia thường theo phong cách dạng bình của người Athen từ thế kỷ thứ 6 TCN trở đi, và chúng cùng với những chiếc chén uống rượu, nữ trang, bình chứa, vòng hoa, vương miện, và tiền xu nằm trong số các đồ vật kim loại được tìm thấy trong những ngôi mộ của người Macedonia.

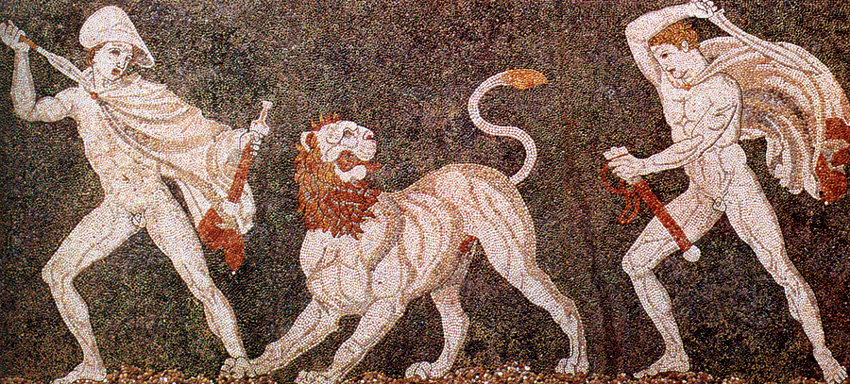
Alexandros (bên trái) đội kausia và giao chiến với một con sư tử châu Á cùng với người bạn của ông là Crateros; bức tranh khảm này có niên đại cuối thế kỷ thứ 4 TCN, bảo tàng Pella.

Những tác phẩm nghệ thuật sơn màu của người Macedonia còn tồn tại cho đến ngày nay bao gồm các bức bích họa và tranh tường, ngoài ra còn có các trang trí trên những tác phẩm điêu khắc nghệ thuật chẳng hạn như các bức tượng và phù điêu. Chẳn hạn như, dấu vết của màu sắc vẫn còn tồn tại trên các bức phù điêu chạm nổi thấp của cỗ quan tài Alexandros có niên đại vào thế kỷ thứ 4 TCN. Những bức tranh của người Macedonia đã cho phép các nhà sử học nghiên cứu về kiểu cách quần áo cũng như các tranh bị quân sự được người Macedonia cổ đại sử dụng. Bên cạnh các tác phẩm nghệ thuật bằng kim loại và tranh vẽ, những bức tranh khảm là một hình thức quan trọng khác trong số những tác phẩm nghệ thuật Macedonia còn sót lại. Bức Tranh khảm săn hưu đực ở Pella với các đặc trưng ba chiều và phong cách mơ mộng của nó cho thấy ảnh hưởng rõ ràng từ các tác phẩm nghệ thuật sơn màu và khuynh hướng nghệ thuật Hy Lạp hóa rộng lớn hơn, mặc dù vậy đề tài săn bắn đơn sơ lại phù hợp với thị hiếu của người Macedonia. Tương tự, bức tranh khảm Săn Sư tử của Pella minh họa một cảnh tượng của Alexandros với người chiến hữu của mình là Crateros hoặc đơn giản là một bức tranh minh họa thông thường về sự đi săn tiêu khiển của hoàng gia. Những bức tranh khảm với các chủ đề thần thoại bao gồm cảnh tượng thần Dionysos cưỡi một con báo săn và Helen của Troy bị bắt cóc bởi Theseus, tranh khảm này sử dụng những đặc trưng mơ mộng và cách đánh bóng thực tương tự như các bức tranh của người Macedonia. Những chủ đề phổ biến trong các bức tranh và tranh khảm của người Macedonia bao gồm chiến tranh, cảnh đi săn, và cảnh tấn công tình dục của nam giới (tức là bắt cóc phụ nữ để hãm hiếp hoặc kết hôn); những chủ đề này đôi khi được kết hợp vào trong một tác phẩm duy nhất và có lẽ ngụ ý về một mối liên hệ ẩn dụ.

### Nhà hát, âm nhạc và biểu diễn nghệ thuật
Philippos II đã bị ám sát vào năm 336 TCN tại nhà hát ở Aigai, Macedonia, vào giữa lúc đang diễn ra trò chơi và những chương trình biểu diễn kỷ niệm đám cưới của con gái ông, Cleopatra của Macedonia. Alexandros Đại đế được cho là một người có sự ngưỡng mộ lớn lao dành cho cả nhà hát và âm nhạc. Ông đặc biệt yêu thích các vở kịch của những tác giả bi kịch của Athen cổ điển là Aeschylos, Sophocles, và Euripides, những tác phẩm của họ đã góp phần hình thành nên nền giáo dục Hy Lạp thích hợp cho những thần dân phương đông mới của ông bên cạnh việc học tập bằng tiếng Hy Lạp, bao gồm cả các tác phẩm sử thi của Homer. Trong khi ông cùng quân đội của mình đóng quân tại Tyre (ngày nay ở Lebanon), Alexandros đã cho phép các vị tướng của mình vừa đóng vai trò là các quan toà trong các cuộc thi thể thao vừa tham gia biểu diễn trên sân khấu trong các vở bi kịch Hy Lạp. Các diễn viên nổi tiếng vào thời đó là Thessalos và Athenodoros đã biểu diễn tại sự kiện này.
Âm nhạc cũng đã được đề cao ở Macedonia. Ngoài agora, gymnasium, sân khấu, các điện thờ tôn giáo và những ngôi đền được dành riêng cho các vị nam và nữ thần Hy Lạp, một trong những dấu hiệu chính của một thành phố Hy Lạp đích thực nằm trong đế quốc của Alexandros Đại đế đó là sự hiện diện của một Odeon dành cho biểu diễn ca kịch. Nó không chỉ hiện diện tại Alexandria ở Ai Cập mà còn ở những thành phố xa xôi như là Ai-Khanoum thuộc Afghanistan ngày nay.

### Văn học, giáo dục, triết học, và sự bảo trợ

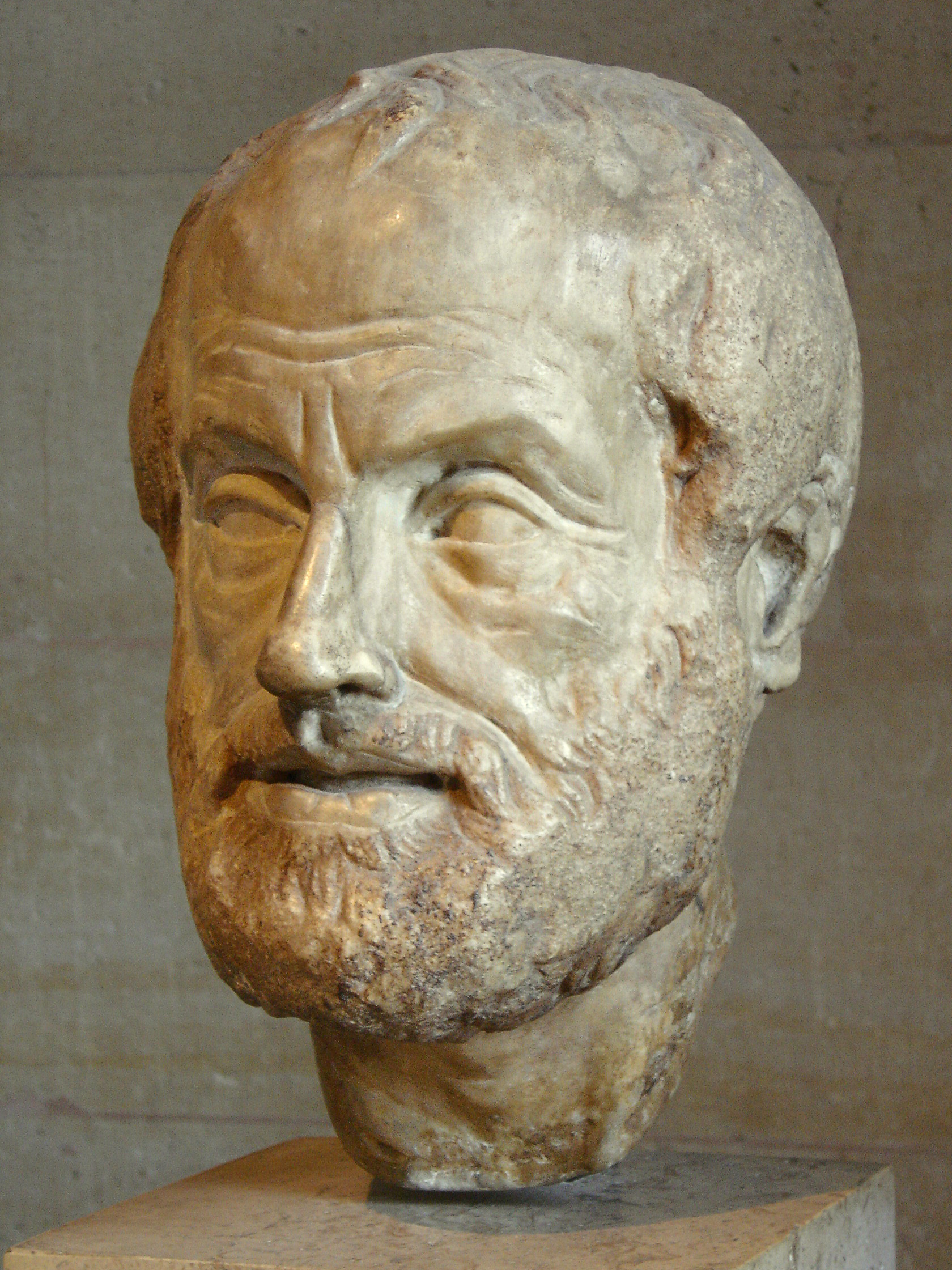
Bức tượng bán thân của Aristotle, đây là một bản sao vào thời kỳ đế quốc La Mã (thế kỷ thứ 1 hoặc thứ 2 CN) từ tác phẩm điêu khắc bằng đồng của Lysippos

Perdiccas II của Macedonia có thể đã tiếp đón những vị khách là các học giả Hy Lạp Cổ điển nổi tiếng tại triều đình của ông, chẳng hạn như là nhà thơ trữ tình Melanippides và vị thầy thuốc lừng danh Hippocrates, và tác phẩm enkomion viết cho Alexandros I của Macedonia của Pindar có thể đã được sáng tác ngay tại triều đình của ông ta. Archelaos I đã tiếp đón nhiều học giả Hy Lạp, các nghệ sĩ, và những người nổi tiếng tại triều đình của ông hơn những vị tiên vương. Những vị khách danh dự của ông bao gồm họa sĩ Zeuxis, kiến trúc sư Callimachos, nhà thơ Choerilos của Samos, Timotheos của Miletos, và Agathon, cũng như nhà soạn kịch người Athen Euripides. Triết gia Aristotle, người đã học tập tại Học viện Plato của Athens và sáng lập ra trường phái Aristotle, đã chuyển tới Macedonia, người ta nói rằng ông vừa dạy dỗ chàng trai trẻ tuổi Alexandros Đại đế vừa đảm nhận vai trò là một nhà ngoại giao đáng kính cho Philippos II. Trong số những thành viên thuộc đoàn tùy tùng gồm các nghệ sĩ, nhà văn, và triết gia của Alexandros có Pyrrho của Elis, người sáng lập nên chủ nghĩa hoài nghi của Pyrrho, một trường phái triết học hoài nghi. Dưới triều đại Antigonos, Antigonos Gonatas đã xây dựng các mối quan hệ thân mật với Menedemos của Eretria, người sáng lập ra trường phái Eretria của triết học, và Zenon, người sáng lập nên chủ nghĩa khắc kỷ.
Liên quan đến việc chép sử của người Hy Lạp thời kỳ đầu và việc chép sử của người La Mã sau này, Felix Jacoby đã xác định được có thể có đến 13 nhà sử học đã viết về Macedonia trong tác phẩm Fragmente der griechischen Historiker của ông. Ngoài các ghi chép của Herodotus và Thucydides, những tác phẩm được Jacoby sưu tập chỉ là những đoạn rời rạc, trong khi những tác phẩm khác đã bị mất hoàn toàn, chẳng hạn như là lịch sử cuộc chiến tranh Illyria của Perdiccas III do Antipatros viết. Những nhà sử học người Macedonia là Marsyas của Pella và Marsyas của Philippi đã viết các tác phẩm lịch sử của Macedonia, vị vua nhà Ptolemaios là Ptolemaios I Soter còn tác giả của một tác phẩm lịch sử về Alexandros, và Hieronymos của Cardia đã viết một tác phẩm lịch sử về những vị vua kế tục Alexandros. Sau chiến dịch Ấn Độ của Alexandros Đại đế, vị tướng người Macedonia là Nearchos đã viết một tác phẩm về chuyến du hành của ông từ cửa sông Ấn tới Vịnh Ba Tư. Sử gia người Macedonia Crateros đã xuất bản một tập hợp các nghị định được thi hành bởi hội đồng nhân dân của nền dân chủ Athen, có vẻ là trong khi ông theo học tại ngôi trường của Aristotle. Philippos V của Macedonia đã sở hữu các bản thảo của tác phẩm lịch sử do Theopompos viết về Philippos II, nó đã được các học giả triều đình của ông thu thập và phổ biến bằng các bản sao sau này.

### Các môn thể thao và thời gian nhàn rỗi

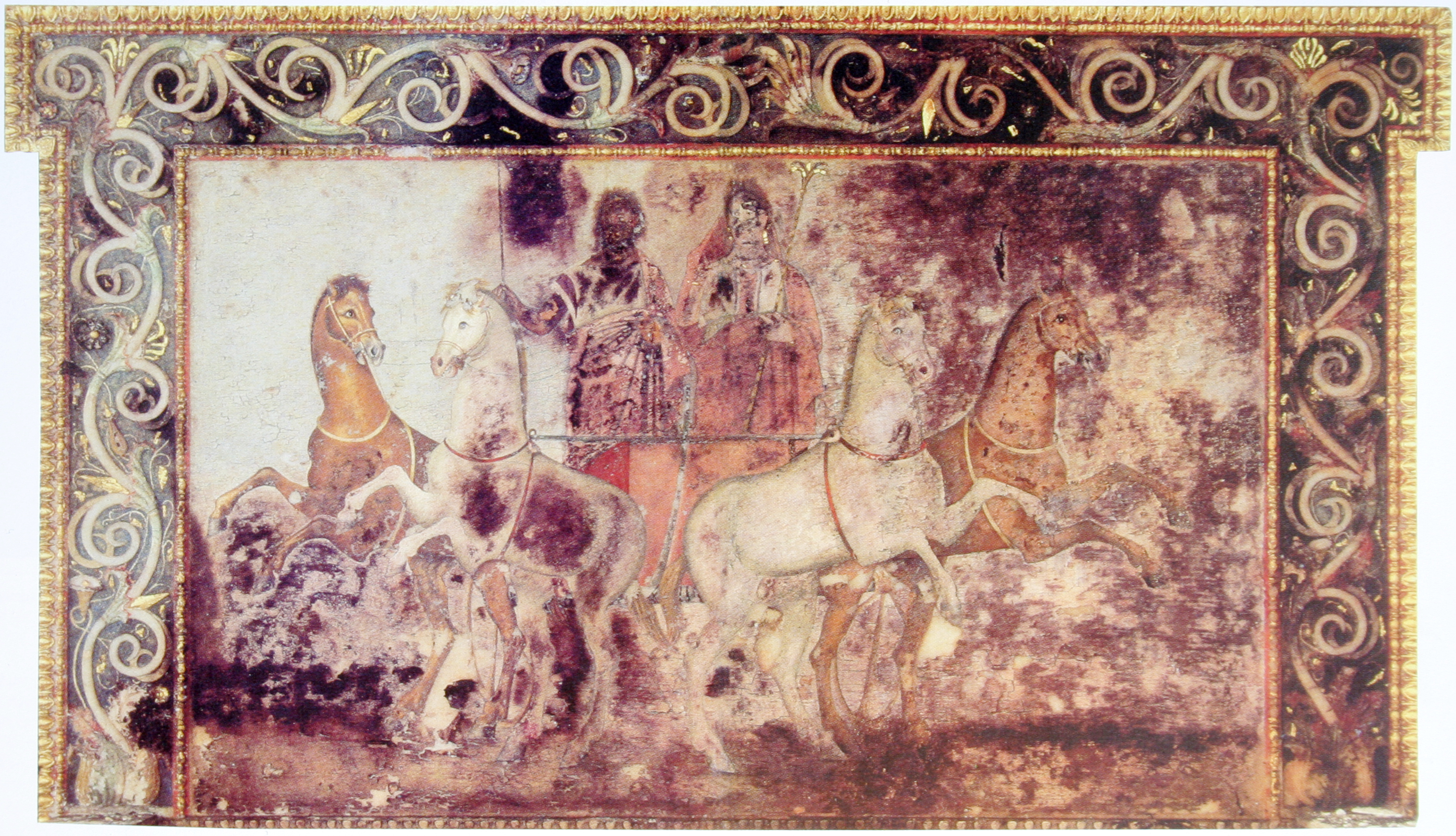
Một bức tranh tường miêu tả cảnh Hades và Persephone cưỡi trên một cỗ xe ngựa, nó nằm trong ngôi mộ của hoàng hậu Eurydice I của Macedonia tại Vergina, Hy Lạp, thế kỷ thứ 4 TCN

Khi Alexandros I của Macedonia thỉnh cầu để được tranh tài trong cuộc thi chạy của thế vận hội Olympia cổ đại, ban đầu những người tổ chức cuộc thi đã từ chối lời thỉnh cầu của ông, họ giải thích rằng chỉ có người Hy Lạp mới được phép tranh tài. Tuy nhiên, Alexandros I đã đưa ra bằng chứng đó là một gia phả hoàng gia của nhà Argead chứng minh dòng dõi từ Temenos của Argros cổ đại, một động thái mà cuối cùng đã thuyết phục được các giám khảo Hellanodikai của thế vận hội Olympia về nguồn gốc Hy Lạp của ông và thẩm quyền để tranh tài. Vào cuối thế kỷ thứ 5 TCN, vị vua người Macedonia Archelaos I đã được trao thưởng vòng hoa ô liu ở cả Olympia và Delphi (tại thế vận hội Pythia) vì giành chiến thắng trong các cuộc đua xe ngựa Philippos II đã nhận được tin báo về việc con ngựa của ông đã giành chiến thắng tại thế vận hội Olympia (trong một cuộc đua ngựa hoặc là đua xe ngựa) vào đúng ngày người con trai Alexandros Đại đế của ông được sinh ra, vào ngày 19 hoặc 20 tháng 7 năm 356 TCN. Những người Macedonia không thuộc hoàng gia cũng đã tranh tài và giành chiến thắng trong các cuộc thi đấu khác nhau tại thế vận hội Olympia vào thế kỷ thứ 4 TCN. Ngoài các cuộc thi văn chương, Alexandros đã tổ chức các cuộc thi thi âm nhạc và thể thao trên khắp đế quốc của ông.

### Ăn uống và ẩm thực

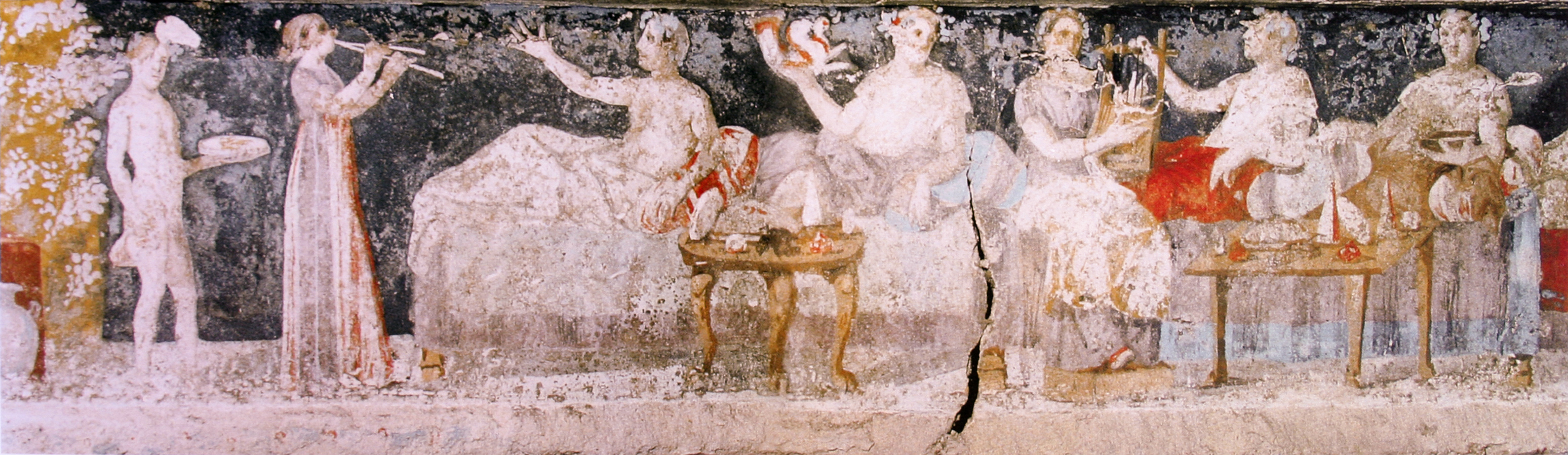
Một cảnh yến tiệc từ một ngôi mộ Macedonia ở Agios Athanasios, Thessaloniki có niên đại vào thế kỷ thứ 4 TCN; nó miêu tả sáu người ngồi dựa trên các trường kỷ cùng với thức ăn được sắp xếp trên những chiếc bàn gần đó, một người đầy tớ đang phục vụ và các nữ nhạc công thì chơi nhạc.

Macedonia cổ đại chỉ sản xuất ra một vài loại thực phẩm và đồ uống hảo hạng mà được đánh giá rất cao ở những nơi khác trong thế giới Hy Lạp, chúng bao gồm cá chình từ vịnh Strymon và đặc biệt là rượu vang được sản xuất ở Chalcidice. Việc sử dụng bánh mì dẹt như là một đĩa đựng thức ăn được biết đến sớm nhất là được thực hiện ở Macedonia vào thế kỷ thứ 3  TCN, mà có lẽ đã ảnh hưởng đến loại bánh mì mâm của thời kỳ Trung Cổ.Gia súc và dê đã được tiêu thụ, mặc dù vậy lại không có ghi chú nào về loại pho mát núi của người Macedonia trong văn chương cho tới tận thời kỳ Trung Cổ. Tác giả hài kịch Menandros đã viết rằng thói quen ăn uống của người Macedonia đã thâm nhập vào giới thượng lưu của Athen; ví dụ như, việc đưa thịt vào món tráng miệng của một bữa ăn. Người Macedonia dường như cũng đã đưa món mattye vào ẩm thực Athen, một món ăn thường được làm từ thịt gà hoặc các loại thịt được tẩm gia vị, muối, và nước xốt, nó được ăn trong khi uống rượu vang. Món ăn đặc biệt này đã bị chế giễu và gán ghép với sự phóng túng và say xỉn trong một vở kịch của nhà thơ trào phúng người Athen Alexis kể về sự suy đồi đạo đức của người Athen dưới thời Demetrios I của Macedonia.
Tiệc rượu đêm ở vương quốc Macedonia và những vùng đất của người Hy Lạp là một bữa tiệc dành cho tầng lớp quý tộc và giai cấp đặc quyền, một dịp để tiệc tùng, chè chén, tiêu khiển, và đôi khi là thảo luận về triết học. Các hetairoi, những thành viên chủ chốt của chế độ quý tộc Macedonia, được cho là sẽ tham gia vào các bữa tiệc như vậy cùng với nhà vua của mình. Họ cũng được cho là sẽ tháp tùng nhà vua trong các chuyến đi săn hoàng gia để kiếm thịt thú săn cũng như là để giải trí.

### Bản sắc dân tộc
Có một số bất đồng cả giữa các học giả cổ đại và hiện đại về bản sắc dân tộc của người Macedonia cổ đại. Ernst Badian nhận thấy rằng gần như toàn bộ các tài liệu tham khảo còn tồn tại tới ngày nay về sự tương phản và khác biệt giữa người Hy Lạp và Macedonia tồn tại trong các bài viết diễn văn của Arrianus, một người sống vào thời đế quốc La Mã, khi đó bất kỳ khái niệm nào về sự khác biệt chủng tộc giữa người Macedonia và những người Hy Lạp khác đều khó hiểu. Hatzopoulos lập luận rằng không có sự khác biệt thực sự nào về mặt dân tộc nào giữa người Macedonia và Hy Lạp, chỉ có duy nhất một sự khác biệt về mặt chính trị được tạo ra sau khi liên minh Corinth được tạo thành vào năm 337 TCN (mà được lãnh đạo bởi Macedonia thông qua việc bầu chọn Philippos II là hegemon của liên minh, trong khi ông không phải là một thành viên của liên minh này),N. G. L. Hammond khẳng định rằng các quan điểm cổ đại phân biệt bản sắc dân tộc của Macedonia với phần còn lại của thế giới nói tiếng Hy Lạp sẽ được xem là một sự biểu hiện xung đột giữa hai hệ thống chính trị khác nhau: hệ thống dân chủ của các thành bang (ví dụ như Athens) chống lại chế độ quân chủ (Macedonia). Các học giả khác mà cũng tán thành quan điểm cho rằng sự khác biệt giữa người Macedonia và Hy Lạp là về chính trị chứ chứ không phải là sự khác biệt về chủng tộc bao gồm Michael B. Sakellariou, Malcolm Errington, và Craige B. Champion.
Anson lập luận rằng một số tác giả Hy Lạp đã diễn đạt những quan niệm phức tạp hoặc thậm chí luôn thay đổi và mơ hồ về bản sắc dân tộc chính xác của người Macedonia, vốn bị một số học giả chẳng hạn như Aristotle trong tác phẩm Chính trị của ông xem là người man rợ và những người khác cho là bán Hy Lạp hoặc là người Hy Lạp. Roger D. Woodard khẳng định rằng ngoài việc vẫn còn không chắc chắn về việc phân loại chính xác tiếng Macedonia và mối quan hệ của nó với tiếng Hy Lạp, các tác giả cổ đại vẫn còn đưa ra những ý kiến trái ngược nhau về người Macedonia.Simon Hornblower chỉ rõ bản sắc Hy Lạp của người Macedonia, xem xét đến nguồn gốc, ngôn ngữ, sự thờ cúng và trang phục của họ. Bất kỳ nhận thức nào trước đây về sự khác biệt dân tộc giữa người Hy Lạp và Macedonia đã phai mờ dần vào năm 148 TCN không lâu sau khi người La Mã chính phục Macedonia và sau đó là phần còn lại của Hy Lạp với thất bại của liên minh Achaea trước Cộng hòa La Mã tại trận Corinth.

## Công nghệ và kỹ thuật

### Nghệ thuật kiến trúc
Mặc dù đã sử dụng một sự pha trộn từ các hình mẫu và phong cách khác nhau đến từ phần còn lại của Hy Lạp, kiến trúc của người Macedonia lại không đại diện cho một phong cách độc đáo hoặc khác biệt nào xuất phát từ các kiến trúc Hy Lạp cổ đại khác. Trong số các thức cột cổ điển, các kiến trúc sư người Macedonia thích dùng thức cột Ionic, đặc biệt là trong các sân nhỏ có hàng cột bao quanh của những ngôi nhà riêng. Có một số ví dụ còn tồn tại cho tới ngày nay về kiến trúc cung điện của người Macedonia mặc dù chúng hiện ở trong tình trạng đổ nát bao gồm một cung điện tại địa điểm kinh đô Pella, dinh thự mùa hè ở Vergina gần cố đô Aigai, và dinh thự hoàng gia tại Demetrias gần Volos ngày nay. Tại Vergina, tàn tích của ba phòng tiệc lớn với các sàn lát bằng đá cẩm thạch (bị bao phủ bởi những mảnh vụn mái ngói) với kích thước mặt bằng sàn đo được khoảng 16.7 x 17.6 m (54.8 x 57.7 ft), có lẽ cho thấy những ví dụ sớm nhất về các giàn mái hình tam giác đồ sộ, chúng được cho là có niên đại là vào giai đoạn trước triều đại của Antigonos II Gonatas hoặc thậm chí là vào giai đoạn bắt đầu thời kỳ Hy Lạp hóa. Kiến trúc của người Macedonia sau này còn có thêm các vòm và mái vòm. Các cung điện ở cả Vergina và Demetrias đều có các bức tường xây từ loại gạch bùn được phơi khô, ngoài ra cung điện ở Demetrias lại có bốn tháp ở các góc và nằm vòng quanh một sân trong nằm ở trung tâm theo phong cách của một dinh thự kiên cố thích hợp cho một vị vua hoặc ít nhất là một vị tổng đốc quân sự.
Các vị vua Macedonia còn trài trợ cho các công trình kiến trúc nằm ngoài Macedonia. Chẳng hạn, sau chiến thắng tại trận Chaeronea (338 TCN), Philippos II đã xây dựng một công trình tưởng niệm hình tròn tại Olympia, nó được gọi là Philippeion, ông đã cho trang trí bên trong nó bằng những bức tượng miêu tả bản thân mình, cha mẹ của ông là Amyntas III của Macedonia và Eurydice I của Macedonia, người vợ của ông là Olympias, và người con trai của ông, Alexandros Đại đế.

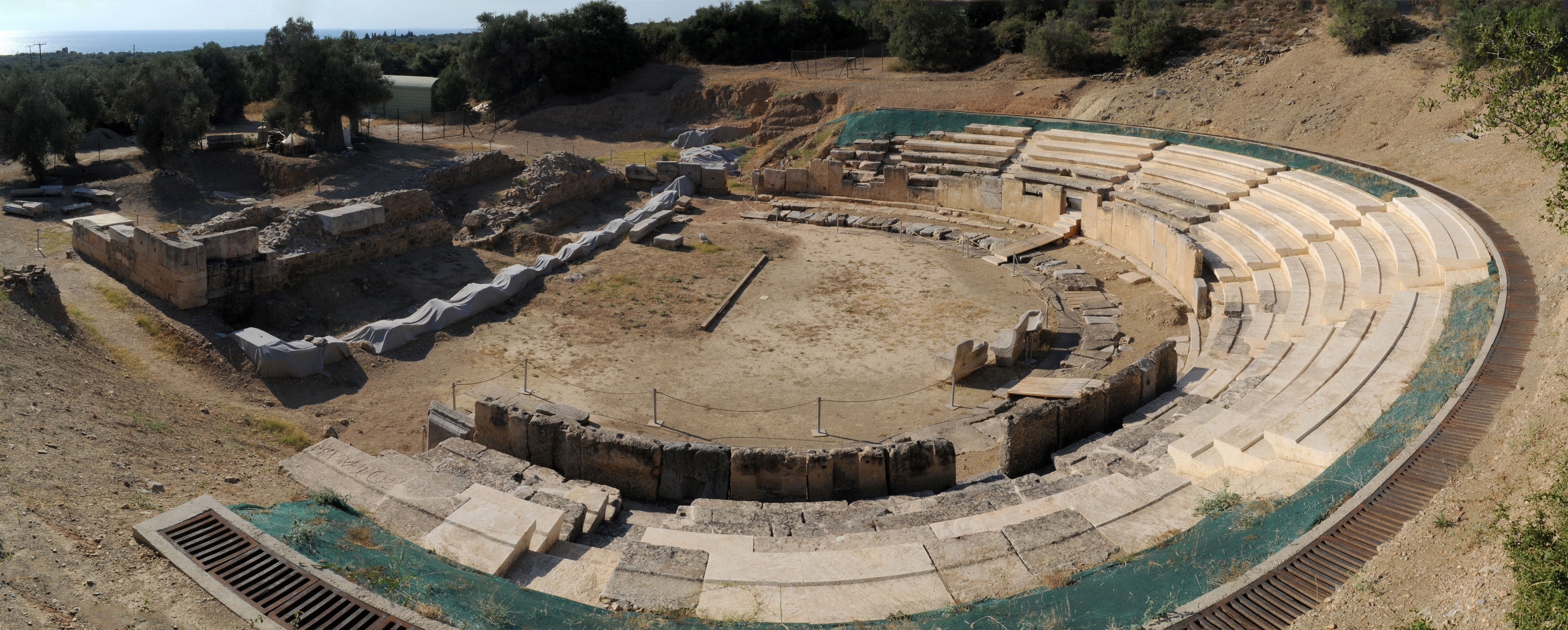
Tàn tích nhà hát cổ đại ở Maroneia, Rhodope, Đông Macedonia và Thrace, Hy Lạp

Tàn tích của khoảng 20 nhà hát Hy Lạp còn tồn tại cho tới ngày nay ở các khu vực thuộc Macedonia và Thrace ở Hy Lạp gồm: 16 nhà hát ngoài trời, ba odea, và có thể là một nhà hát đang được khai quật ở Veria.

### Công nghệ và kỹ thuật quân sự
Vào thời kỳ Hy Lạp hóa, việc các quốc gia Hy Lạp tài trợ cho sự phát triển và phổ biến các loại vũ khí công thành vặn xoắn mạnh mẽ hơn, các tàu hải quân và những kiểu dáng tiêu chuẩn cho vũ khí và áo giáp đã trở nên phổ biến hơn bao giờ hết. Dưới thời Philippos II và Alexandros Đại đế, nhiều cải tiến đã được thực hiện đối với pháo công thành chẳng hạn như là các ballista bắn mũi nỏ và các vũ khí công thành chẳng hạn như là những tháp công thành khổng lồ. E. W. Marsden và M. Y. Treister cho rằng vị vua Macedonia Antigonos I Monophthalmos và người kế vị của ông Demetrios I của Macedonia đã có những cỗ pháo công thành mạnh nhất thế giới Hy Lạp hóa vào cuối thế kỷ thứ 4 TCN. Cuộc vây hãm Salamis, Cyprus, vào năm 306 TCN đã đòi hỏi phải xây dựng những vũ khí công thành lớn và triệu tập những người thợ lành nghề đến từ nhiều vùng của Tây Á. Demetrios I đã xây dựng một tháp công thành cho cuộc vây hãm Rhodes (305–304 TCN) của người Macedonia, nó cần trên 3000 binh sĩ để vận hành và được thiết kế cao 9 tầng. Phần bệ của nó có diện tích 4.300 foot vuông (399 mét vuông), 8 bánh xe có rãnh được điều khiển theo hai hướng bởi các trục xoay, ba mặt của nó được bao phủ bởi các tấm thép để bảo vệ chúng khỏi lửa, và các cửa sổ được mở một cách cơ học (che chắn bằng những màn che bằng vải nhồi len để làm giảm sự va đập từ những viên đạn của các ballista) có kích thước khác nhau để phù hợp với việc bắn các loại tên từ mũi tên cho tới những mũi nỏ lớn hơn.
Trong cuộc vây hãm Echinus của Philippos V của Macedonia vào năm 211 TCN, đạo quân vây hãm đã đào các đường hầm dưới lòng đất để bảo vệ những người lính và công binh khi họ quay về và khi từ trại quay lại công sự vây hãm. Họ sử dụng hai tòa tháp công thành nối với nhau bằng một đoạn tường vách tạm thời bằng liễu gai, hai tòa tháp được trang bị máy bắn tên (ballista) và mái che để bảo vệ phần trước phiến gỗ công thành. Bất chấp tiếng tăm ban đầu của Macedonia như là một người dẫn đầu trong công nghệ vây hãm, Alexandria ở Ai Cập đã trở thành trung tâm cho những cải tiến về công nghệ đối với máy bắn đá vào thế kỷ thứ 3 TCN, như được chứng minh bởi các tác phẩm của Philo của Alexandria.

### Những sáng tạo khác
Mặc dù có lẽ không sản sinh ra nhiều sự cải tiến về công nghệ giống như các khu vực khác của Hy Lạp, nhưng có một số phát minh mà có thể đã được bắt nguồn từ Macedonia ngoài các vũ khí và pháo công thành. Máy ép oliu được vận hành bằng cách quay để sản xuất dầu oliu có thể đã được phát minh ở Macedonia cổ đại hoặc ở một vùng khác của Hy Lạp, hoặc thậm chí ở tận phía đông như Cận Đông hoặc Anatolia. Loại thủy tinh ép khuôn xuất hiện lần đầu tiên ở Macedonia vào thế kỷ thứ 4 TCN (mặc dù nó có thể đã tồn tại một cách đồng thời ở đế quốc Achaemenes); Những mảnh thủy tinh mờ, trong suốt được biết đến đầu tiên trong thế giới Hy Lạp đã được phát hiện ở Macedonia và Rhodes và có niên đại là vào giai đoạn nửa sau của thế kỷ thứ 4 TCN.Tài liệu khoa học và kỹ thuật bằng tiếng Hy Lạp đã bắt đầu ở Athens cổ đại vào thế kỷ thứ 5 TCN, trong khi những trung tâm chính tạo ra những cải tiến về mặt kỹ thuật và tài liệu trong thời kỳ Hy Lạp hóa là Alexandria, Rhodes, và Pergamon.

## Tiền tệ, tài chính, và tài nguyên

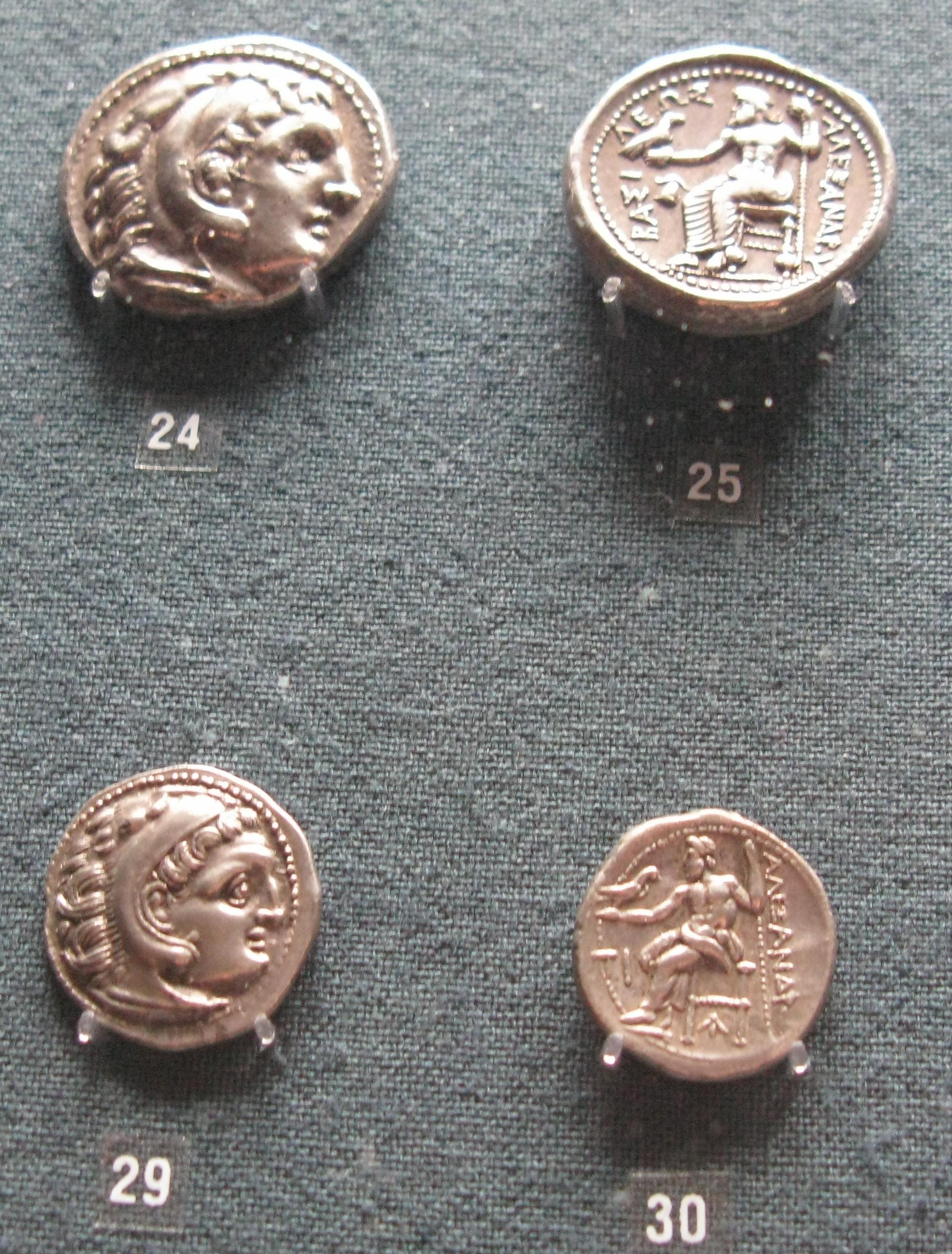
Các đồng Tetradrachm (phía trên) và drachm (phía dưới) được ban hành dưới triều đại của Alexandros Đại đế, ngày nay nằm tại Bảo tàng tiền của Athens

Việc đúc các đồng xu bằng bạc đã bắt đầu dưới triều đại của Alexandros I như là một cách thức để chi trả cho các phí tổn của hoàng gia. Archelaos I đã tăng hàm lượng bạc trong các đồng xu của ông cũng như đúc thêm các đồng xu bằng đồng để thúc đẩy thương mại trong nước và với nước ngoài. Việc đúc tiền xu đã gia tăng đáng kể dưới các triều đại của Philippos II và Alexandros Đại đế, đặc biệt là sau khi nguồn thu của nhà nước đã được gia tăng nhờ việc chiếm được vùng đồi Pangaion. Trong thời kỳ Hy Lạp hóa, các triều đại của Macedonia, nhà Ptolemaios ở Ai Cập, và vương quốc Pergamon đã độc quyền kiểm soát hoàn toàn đối với các hoạt động khai thác mỏ, đa phần là để đảm bảo kinh phí cho quân đội của họ. Vào giai đoạn cuối của những cuộc chinh phạt của Alexandros Đại đế, gần 30 xưởng đúc tiền kéo dài từ Macedonia tới Babylon đã sản xuất ra những đồng tiền xu tiêu chuẩn. Quyền đúc tiền được chia sẻ bởi chính quyền trung ương và một số chính quyền địa phương, tức là các chính quyền tự trị của các thành phố Thessaloniki, Pella, và Amphipolis nằm trong khối thịnh vượng chung của người Macedonia. Người Macedonia cũng là những người đầu tiên phát hành các đồng tiền khác nhau dành cho lưu hành nội bộ và với bên ngoài.
Nguồn thu của nhà nước cũng còn được gia tăng thông qua việc thu nông sản từ những vùng đất trồng trọt, gỗ từ các cánh rừng, và thuế đối với những hàng nhập khẩu và xuất khẩu tại các bến cảng. Một số mỏ, các lùm cây, những vùng đất nông nghiệp, và các cánh rừng thuộc về nhà nước Macedonia đã được nhà vua Macedonia khai thác, mặc dù vậy chúng thường được cho thuê như là tài sản hoặc được trao như là tiền trợ cấp dành cho các thành viên thuộc giới quý tộc chẳng hạn như là các hetairoi và philoi. Thuế quan bắt buộc đối với những hàng hóa lưu thông đến và ra khỏi các cảng biển của người Macedonia đã tồn tại ít nhất là từ triều đại của Amyntas III, và Callistratos của Aphidnae (mất khoảng năm 350 TCN) đã giúp đỡ Perdiccas III tăng gấp đôi thu nhập hàng năm của vương quốc từ thuế hải quan, từ 20 lên thành 40 talent.
Sau khi đánh bại Perseus tại Pydna vào năm 168 TCN, Viện nguyên lão La Mã đã cho phép mở lại các mỏ sắt và đồng, nhưng lại cấm khai thác vàng và bạc đối với bốn nhà nước chư hầu mới được thiết lập thay thế cho chế độ quân chủ ở Macedonia. Điều này có thể là do Viện nguyên lão lo ngại rằng sự giàu có vật chất thu được từ các hoạt động khai thác vàng và bạc sẽ cho phép người Macedonia tài trợ cho một cuộc khởi nghĩa vũ trang. Người La Mã có lẽ cũng đã quan tâm đến việc ngăn chặn sự lạm phát gây ra bởi một sự gia tăng cung ứng tiền tệ đến từ sự khai thác bạc của người Macedonia. Người Macedonia đã tiếp tục đúc các đồng tiền xu bằng bạc trong khoảng thời gian từ năm 167 đến năm 148 TCN (tức là ngay trước khi thiết lập tỉnh Macedonia của La Mã), và khi người La Mã dỡ bỏ lệnh cấm người Macedonia khai thác bạc vào năm 158 TCN, điều đó có thể chỉ đơn giản là đã phản ánh thực trạng địa phương vì hoạt động trái phép này đã tiếp diễn bất chấp sắc lệnh của Viện nguyên lão.

## Di sản
Triều đại của Philippos II và Alexandros Đại đế chứng kiến sự chấm dứt của thời đại Hy Lạp Cổ điển và sự ra đời của nền văn minh Hy Lạp hóa, tiếp theo sự truyền bá của văn hóa Hy Lạp tới khu vực Cận Đông trong và sau những cuộc chinh phục của Alexandros. Người Macedonia sau đó di cư tới Ai Cập và các vùng đất của châu Á, thế nhưng sự thuộc địa hóa mạnh mẽ các vùng đất ngoại quốc đã làm cạn kiệt nguồn nhân lực sẵn có của chính Macedonia, làm suy yếu vương quốc trong các cuộc chiến tranh với những cường quốc Hy Lạp hóa khác, đồng thời góp phần vào sự sụp đổ của nó và sự chinh phục của người La Mã. Tuy nhiên, theo Errington thì sự truyền bá của văn hóa và tiếng Hy Lạp mà được củng cố bởi những cuộc chinh phục của Alexandros ở Tây Á và Bắc Phi đã đóng vai trò như là một "tiền đề" cho sự bành trướng sau này của người La Mã tới những vùng đất đó và toàn bộ nền tảng cho đế quốc Byzantine

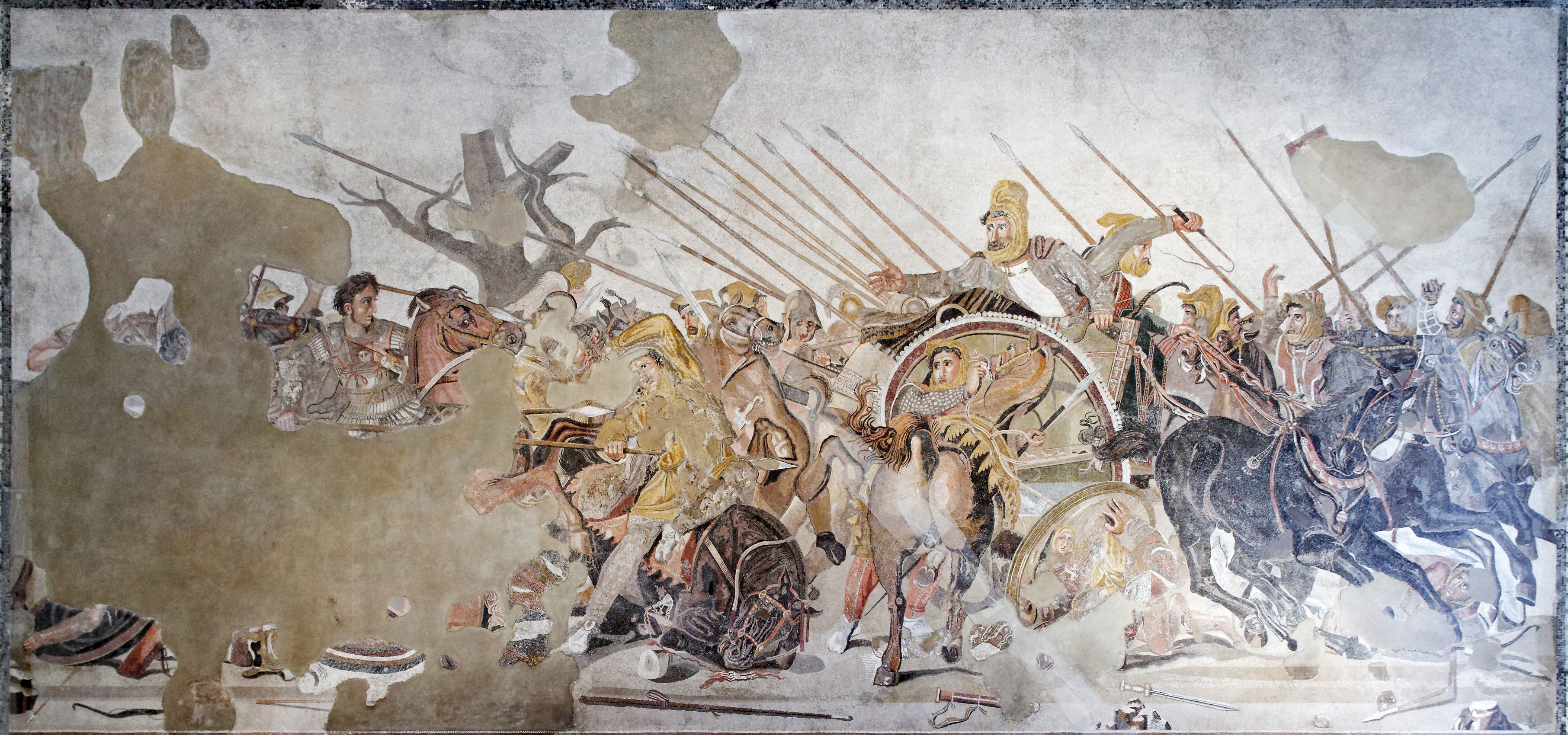
Tranh khảm Alexandros, một bức tranh khảm La Mã ở Pompeii, Ý, khoảng năm 100 TCN

Các vị vua Macedonia của các quốc gia kế tục như nhà Ptolemaios và Seleukos đã chấp nhận những người đến từ tất cả mọi nơi trong thế giới Hy Lạp như là các chiến hữu hetairoi của họ và không xây dựng một bản sắc dân tộc như nhà Antigonos. Các học giả hiện đại đã tập trung vào việc những vương quốc Hy Lạp hóa kế tục này đã bị ảnh hưởng bởi nguồn gốc Macedonia của họ nhiều hơn như thế nào so với các truyền thống của người phương đông hoặc người Hy Lạp miền nam. Trong khi xã hội Sparta vẫn chủ yếu giống như một hòn đảo và Athens tiếp tục đặt ra những giới hạn nghiêm ngặt đối với việc có được quyền công dân, các thành phố Hy Lạp hóa toàn cầu ở châu Á và đông bắc châu Phi đã có một sự tương đồng nhiều hơn với các thành phố của người Macedonia và chứa đựng một hỗn hợp dân cư bao gồm những cư dân bản địa, những người định cư gốc Hy Lạp và Macedonia, các cư dân phương Đông đã Hy Lạp hóa và nói tiếng Hy Lạp, nhiều người trong số họ là thành quả của các cuộc hôn nhân khác chủng tộc giữa người Hy Lạp và cư dân bản địa.
Sự thần thánh hóa các vị vua người Macedonia có lẽ đã bắt đầu từ cái chết của Philippos II, nhưng người con trai của ông ta là Alexandros Đại đế rõ ràng mới là người đã tự xưng là một vị vị thần sống. Sau chuyến viếng thăm của ông tới chỗ nhà tiên tri ở Didyma vào năm 334 TCN mà đã ám chỉ về sự thần thánh của ông, Alexandros đã tới thăm nhà tiên tri của Zeus Ammon — cách gọi của người Hy Lạp đối với vị thần Ai Cập Amun-Ra — tại ốc đảo Siwa thuộc sa mạc Libya vào năm 332 TCN để xác nhận địa vị thần thánh của ông. Mặc dù hai đế quốc Ptolemaios và Seleukos vẫn duy trì những sự thờ cúng tổ tiên của họ và phong thần các vị vua của mình, các vị vua đã không được thờ phụng ở vương quốc Macedonia. Trong khi Zeus Ammon đã được người Hy Lạp biết đến trước triều đại của Alexandros, đặc biệt là tại thuộc địa của người Hy Lạp ở Cyrene, Libya, Alexandros là vị vua người Macedonia đầu tiên bảo trợ cho các vị thần và tầng lớp tư tế của Ai Cập, Ba Tư, và Babylon, tăng cường sự hợp nhất giữa các tín ngưỡng tôn giáo Cận Đông với của người Hy Lạp. Tiếp sau triều đại của ông, sự thờ cúng thần Isis đã truyền bá dần dần khắp thế giới Hy Lạp hóa và La Mã, trong khi đó tín ngưỡng thờ cúng vị thần Ai Cập Sarapis đã dần dần được Hy Lạp hóa bởi các vị vua nhà Ptolemaios của Ai Cập trước khi sự thờ cúng của vị thần này được truyền bá tới Macedonia và khu vực Aegea. Nhà sử học người Đức Johann Gustav Droysen lập luận rằng các cuộc chinh phục của Alexandros Đại đế và việc tạo dựng nên thế giới Hy Lạp hóa đã cho phép Thiên chúa giáo phát triển và được chính thức hóa trong thời kỳ La Mã.